# 富亨邨
富亨邨（英語：Fu Heng Estate）是香港的一個公共屋邨，位於新界大埔新市鎮北部（原訂興建雅麗氏何妙齡那打素醫院的位置，但後來改於富亨邨以東的現址興建，前身是南坑村的水田。），此邨於1988年動工進行地基工程，翌年2月動工興建上蓋，1990-91年分期入伙，其後於2000年在租者置其屋計劃（第3期）把住宅單位出售給所屬租戶，現已成立業主立案法團。富亨邨設有全港最短路程的巴士路線九龍巴士71B線，來往一馬路（汀角路）之隔的大埔中心，如步行則需時8-10分鐘。正在興建中的富蝶邨，則位於富亨邨的東北方。
頌雅苑（英語：Chung Nga Court）是香港房屋委員會在大埔區的居者有其屋屋苑之一，共有三座樓宇，位於新界大埔新市鎮北部頌雅路8號，東面毗鄰富亨邨。此屋苑原為富亨邨未命名的第5、10及11座，於打樁期間獲甄選為居屋並出售，並於1992年居者有其屋計劃第11期丙中首次發售。頌雅苑分別有一座Y3型及兩座Y4型大廈，三座大廈分別以中國傳統美德之中「真」、「善」及「美」來命名。頌雅苑的3座樓宇由南至北直線排列，西面則隔著頌雅路與南坑村及鐵尾仔村相鄰。

## 屋邨資料

### 樓宇

#### 富亨邨
| 樓宇名稱（座號） | 樓宇類型            | 落成年份 | 住宅層數 | 每層伙數（伙） | 單位數目（伙） | 承建商   | 提供升降機的廠商    | 期數 |
| ---------------- | ------------------- | -------- | -------- | -------------- | -------------- | -------- | ------------------- | ---- |
| 亨泰樓（第1座）  | Y4型 （後期型設計） | 1990年   | 35       | 21             | 714            | 新福港   | 日立                | 1    |
| 亨隆樓（第2座）  | Y4型 （後期型設計） | 1990年   | 35       | 21             | 714            | 新福港   | 日立                | 1    |
| 亨昌樓（第3座）  | Y4型 （後期型設計） | 1990年   | 35       | 21             | 714            | 新福港   | 日立                | 1    |
| 亨盛樓（第4座）  | 單翼新長型          | 1990年   | 19       | 26             | 494            | 瑞安建業 | 英國通用電器-快而安 | 2    |
| 亨裕樓（第7座）  | 單翼新長型          | 1990年   | 19       | 26             | 494            | 瑞安建業 | 英國通用電器-快而安 | 2    |
| 亨翠樓（第6座）  | Y3型 （後期型設計） | 1991年   | 35       | 24             | 816            | 瑞安建業 | 英國通用電器-捷運   | 4    |
| 亨榮樓（第8座）  | Y3型 （後期型設計） | 1991年   | 35       | 24             | 816            | 瑞安建業 | 英國通用電器-捷運   | 4    |
| 亨耀樓（第9座）  | Y3型 （後期型設計） | 1991年   | 35       | 31             | 1,054          | 瑞安建業 | 英國通用電器-捷運   | 4    |

商場升降機方面，以前採用英國通用-快而安製款式，2016年後改用通力製款式。

#### 頌雅苑
| 樓宇名稱 （現座號／原富亨邨座號） | 樓宇類型            | 落成年份 | 層數 | 每層伙數 | 單位數目（伙） | 承建商   | 提供升降機的廠商 | 期數 |
| --------------------------------- | ------------------- | -------- | ---- | -------- | -------------- | -------- | ---------------- | ---- |
| 頌真閣（A座／第5座）              | Y3型 （後期型設計） | 1991年   | 34   | 24       | 816            | 有利建築 | 迅達             | 3    |
| 頌善閣（B座／第10座）             | Y4型 （後期型設計） | 1991年   | 34   | 18       | 612            | 有利建築 | 迅達             | 3    |
| 頌美閣（C座／第11座）             | Y4型 （後期型設計） | 1991年   | 34   | 18       | 612            | 有利建築 | 迅達             | 3    |

### 保安管理及設施
頌雅苑保安由昇捷管理服務有限公司負責。富亨邨及頌雅苑每座樓宇地下均設有大閘及保安員值班處，而頌雅苑管理處及業主立案法團辦事處則設於頌雅苑頌善閣地下。頌雅苑範圍內設有兒童遊樂場、乒乓球枱及羽毛球場等設施。

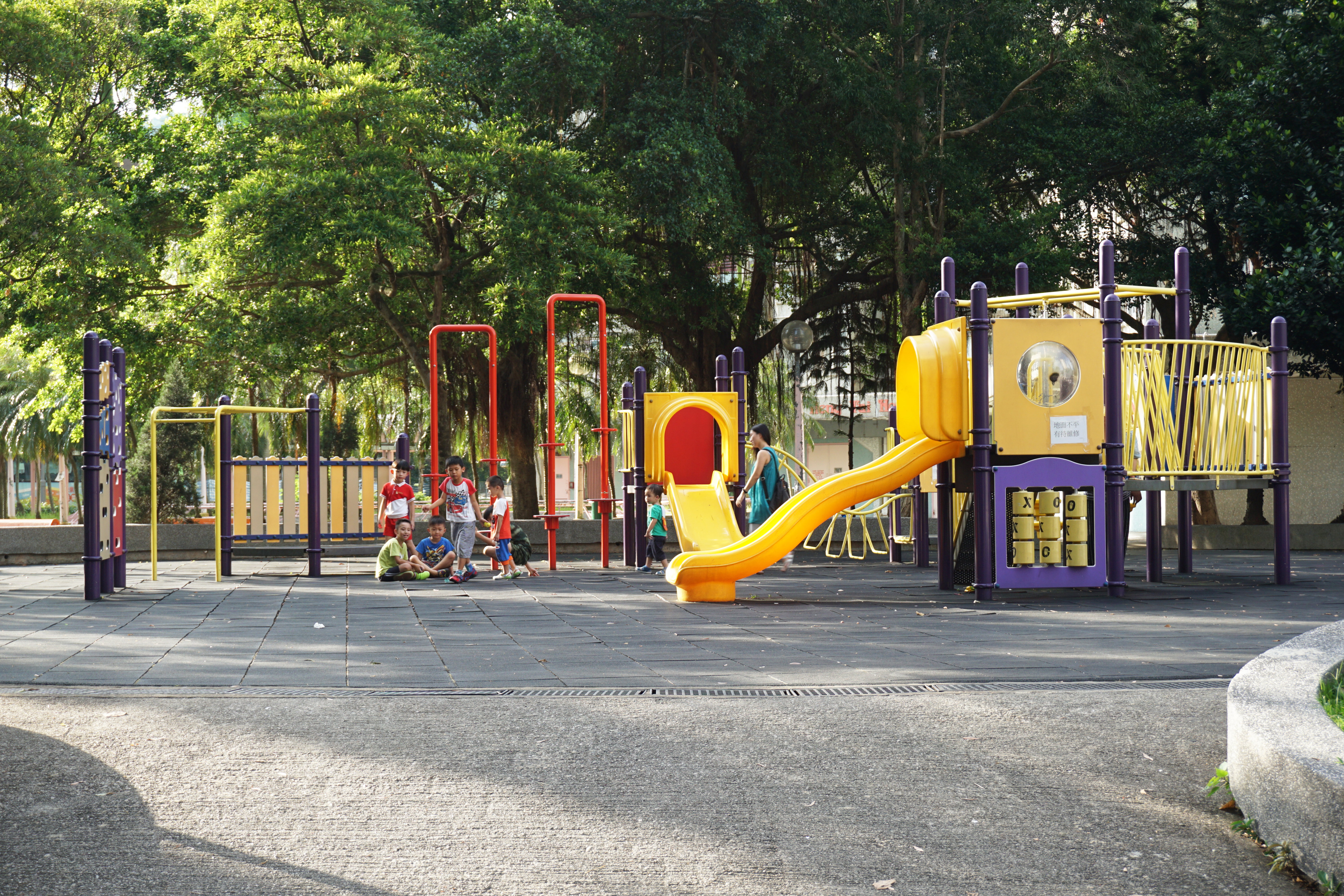
兒童遊樂場
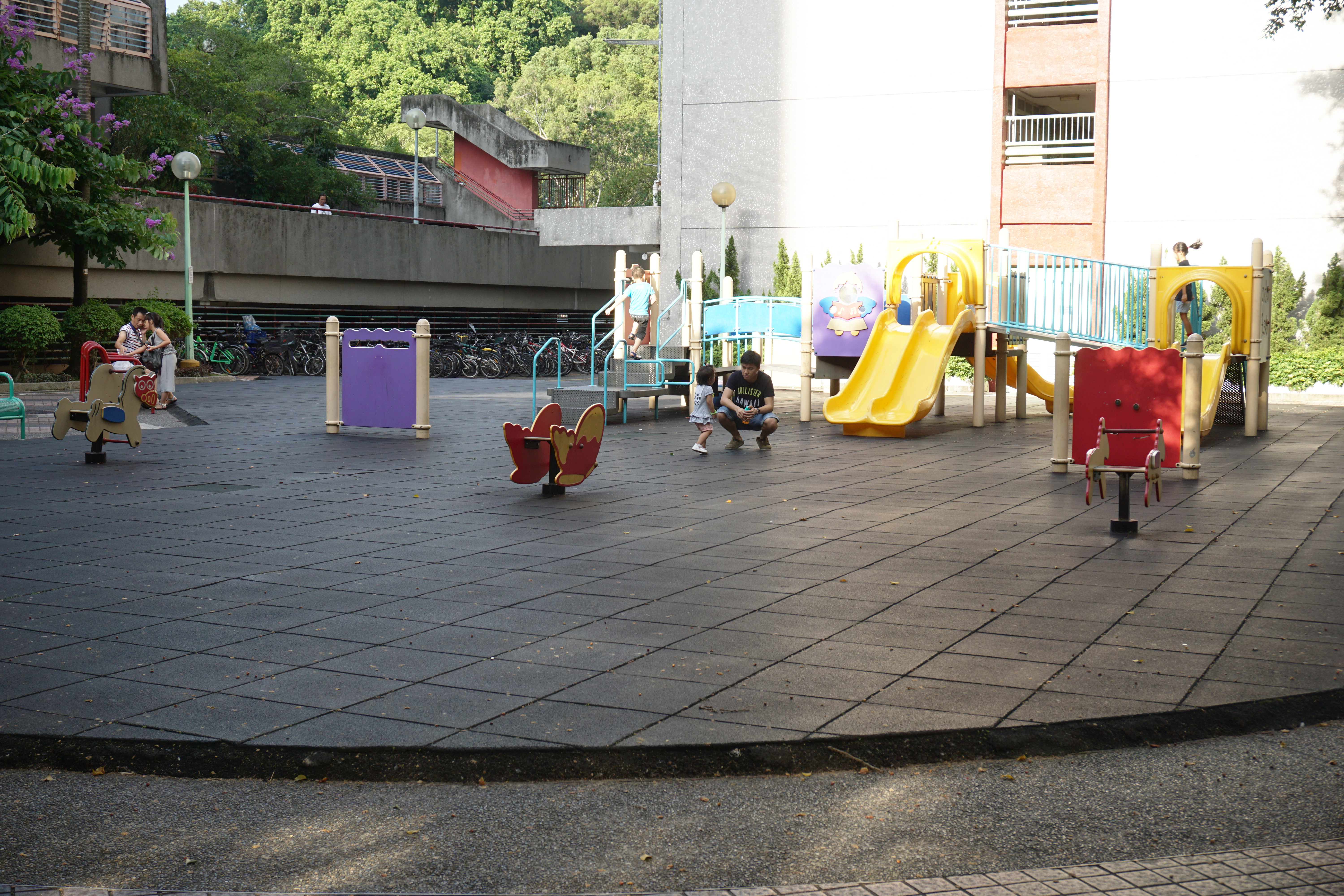
彈簧椅及單車停泊處
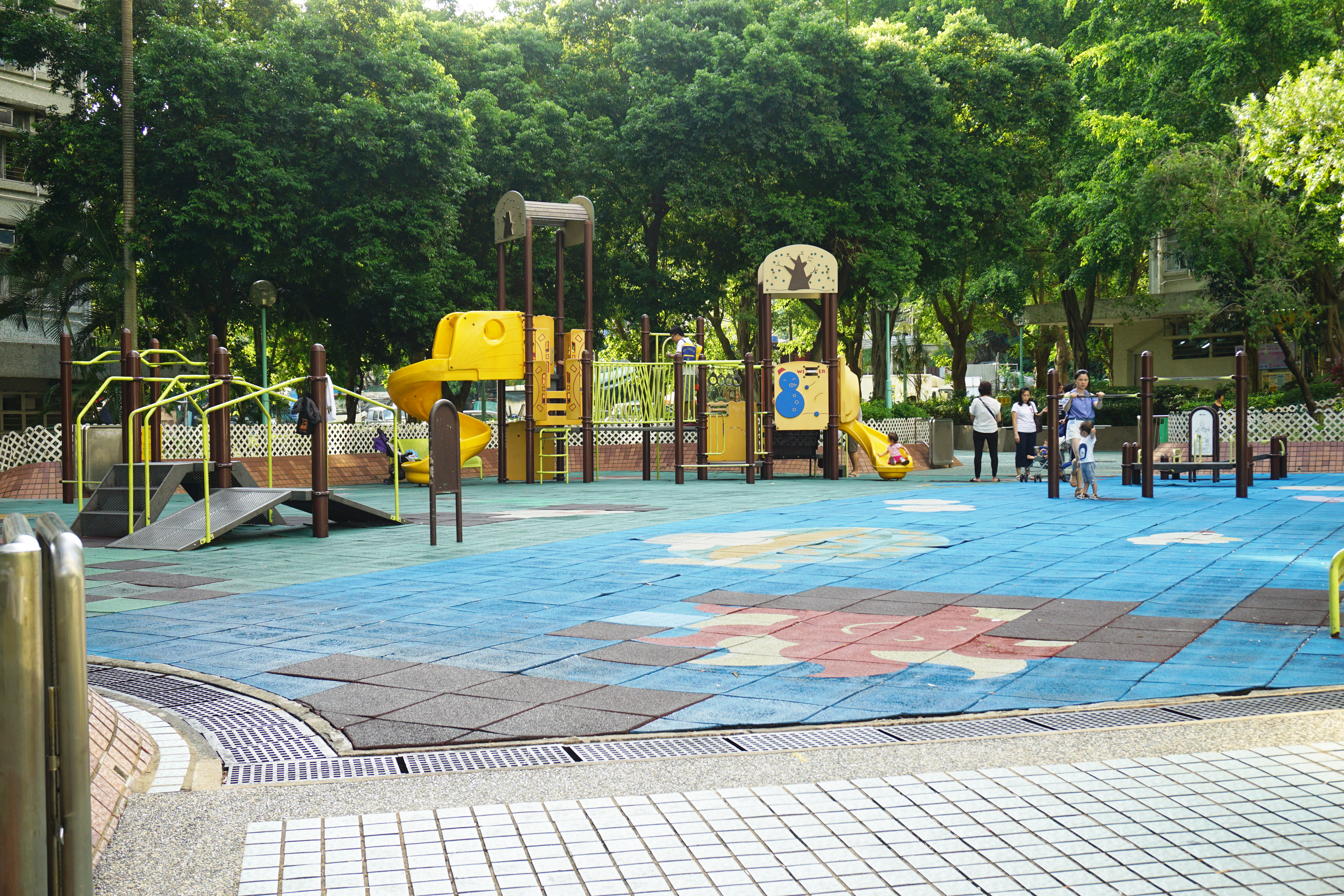
頌雅苑兒童遊樂場及健體區（2）
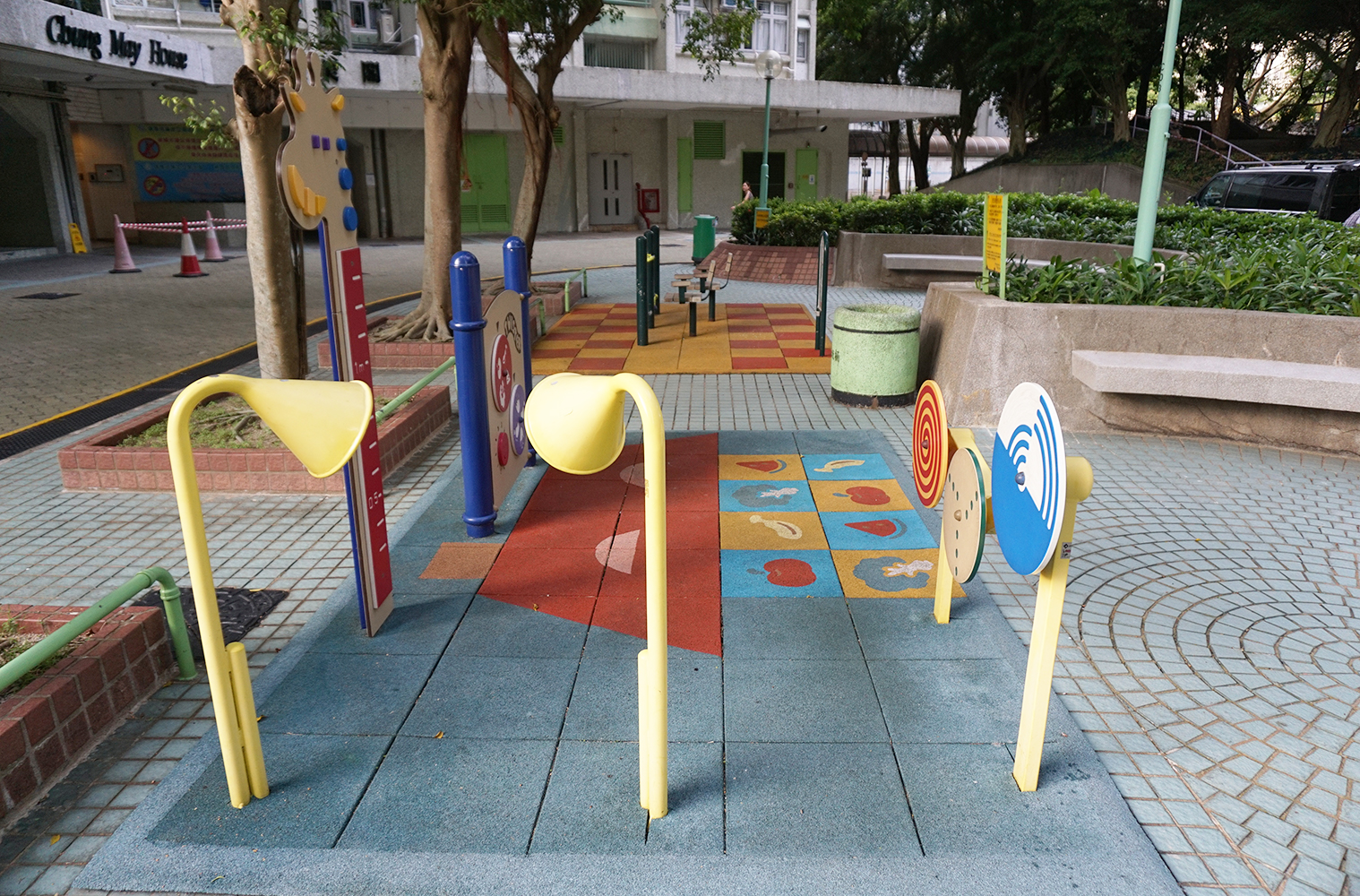
頌雅苑傳聲筒及健體區

### 圖片集

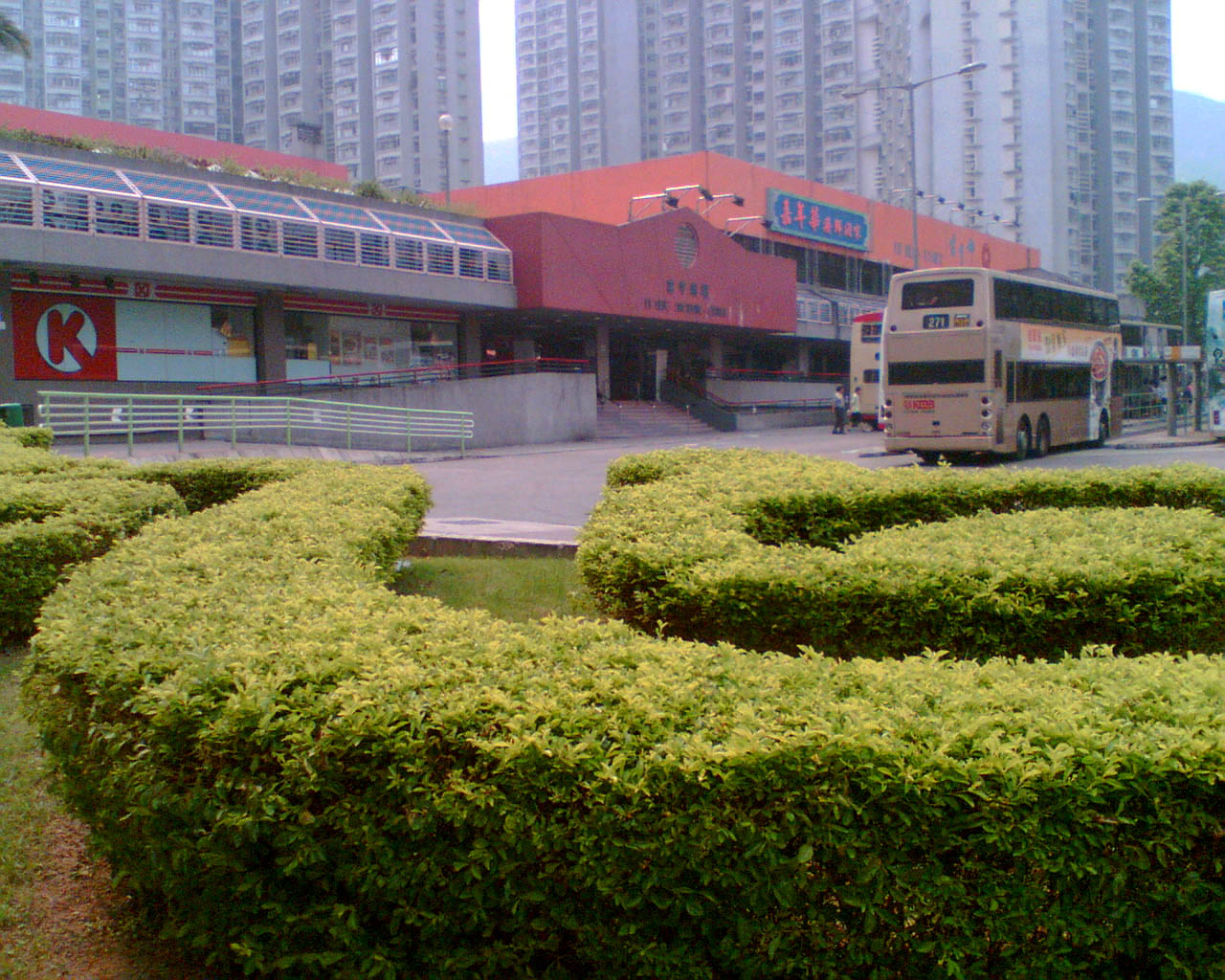
富亨商場外貌
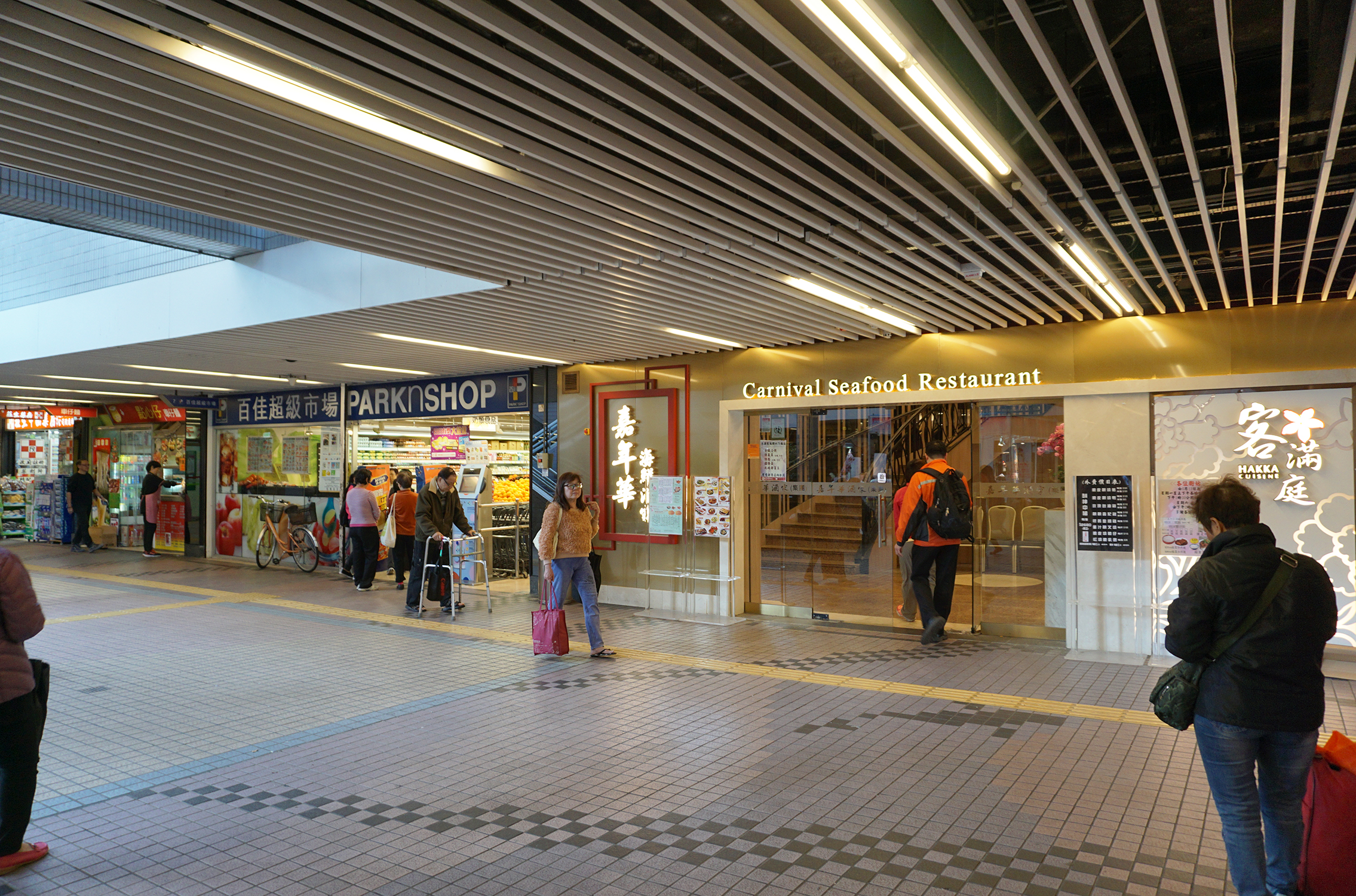
富亨商場藥房、車仔麵餐廳、百佳超級市場及中式酒樓
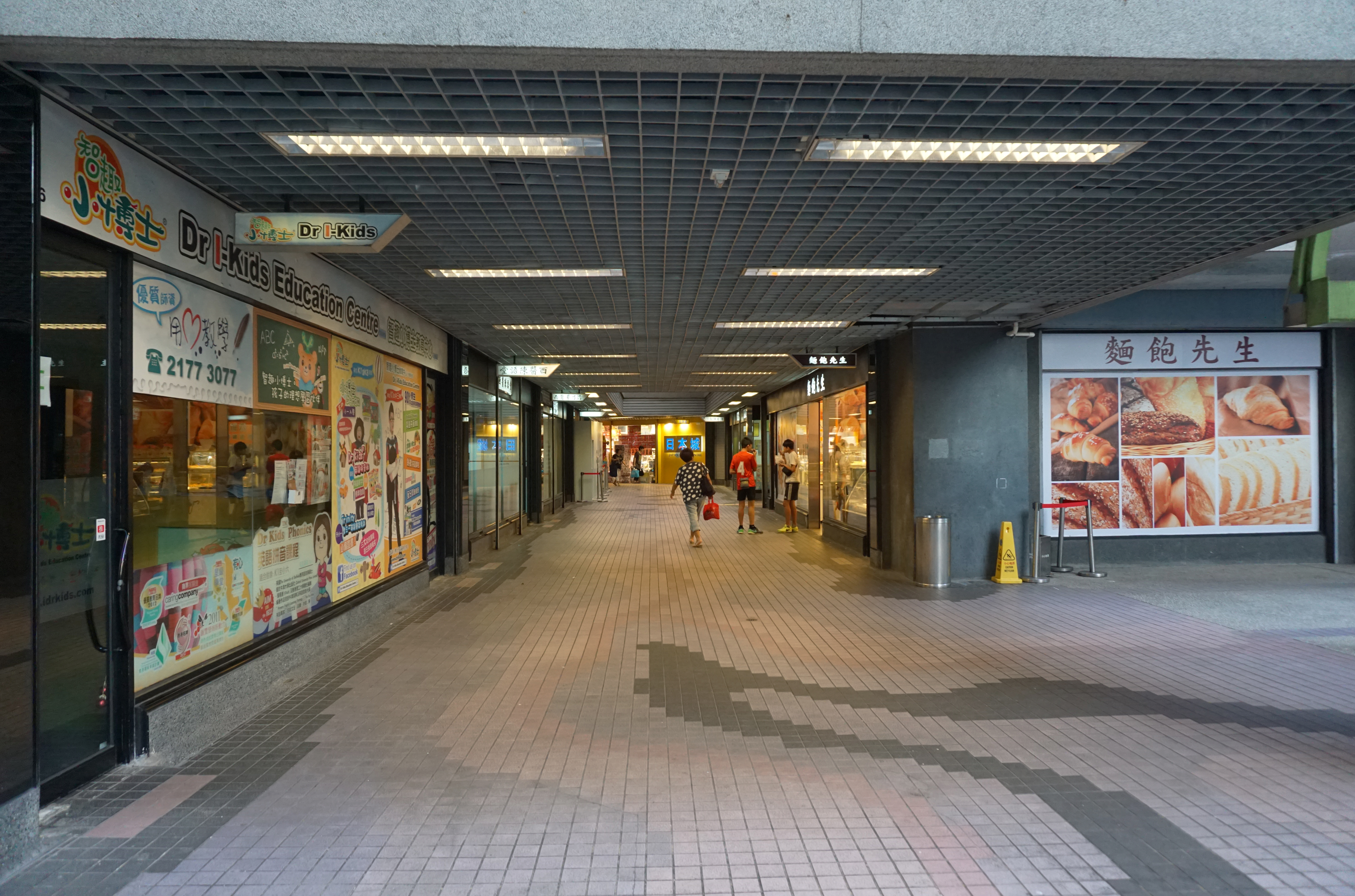
富亨商場教育中心、西醫診所、日本城、牙醫診所及麵包店
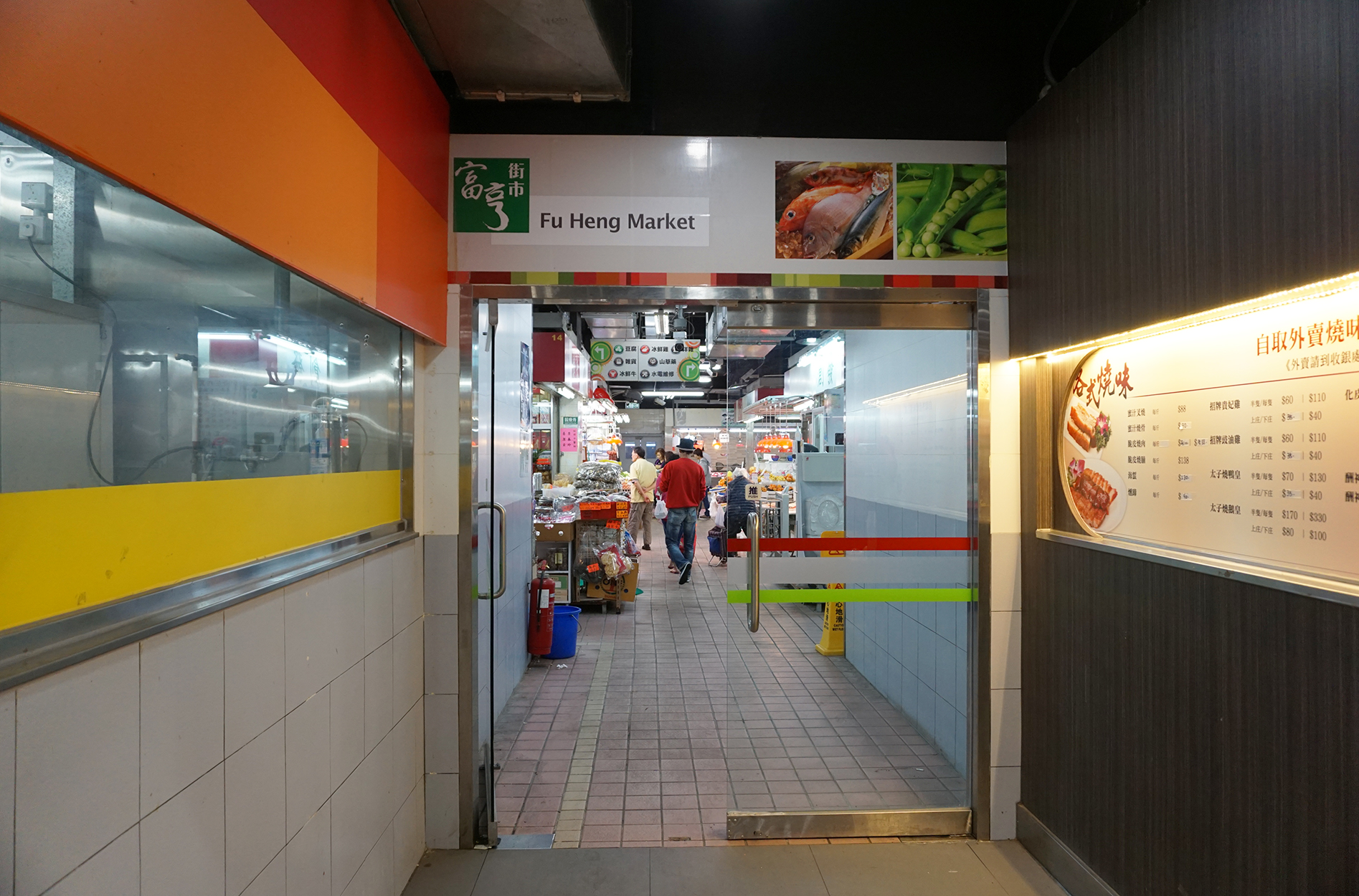
富亨街市入口
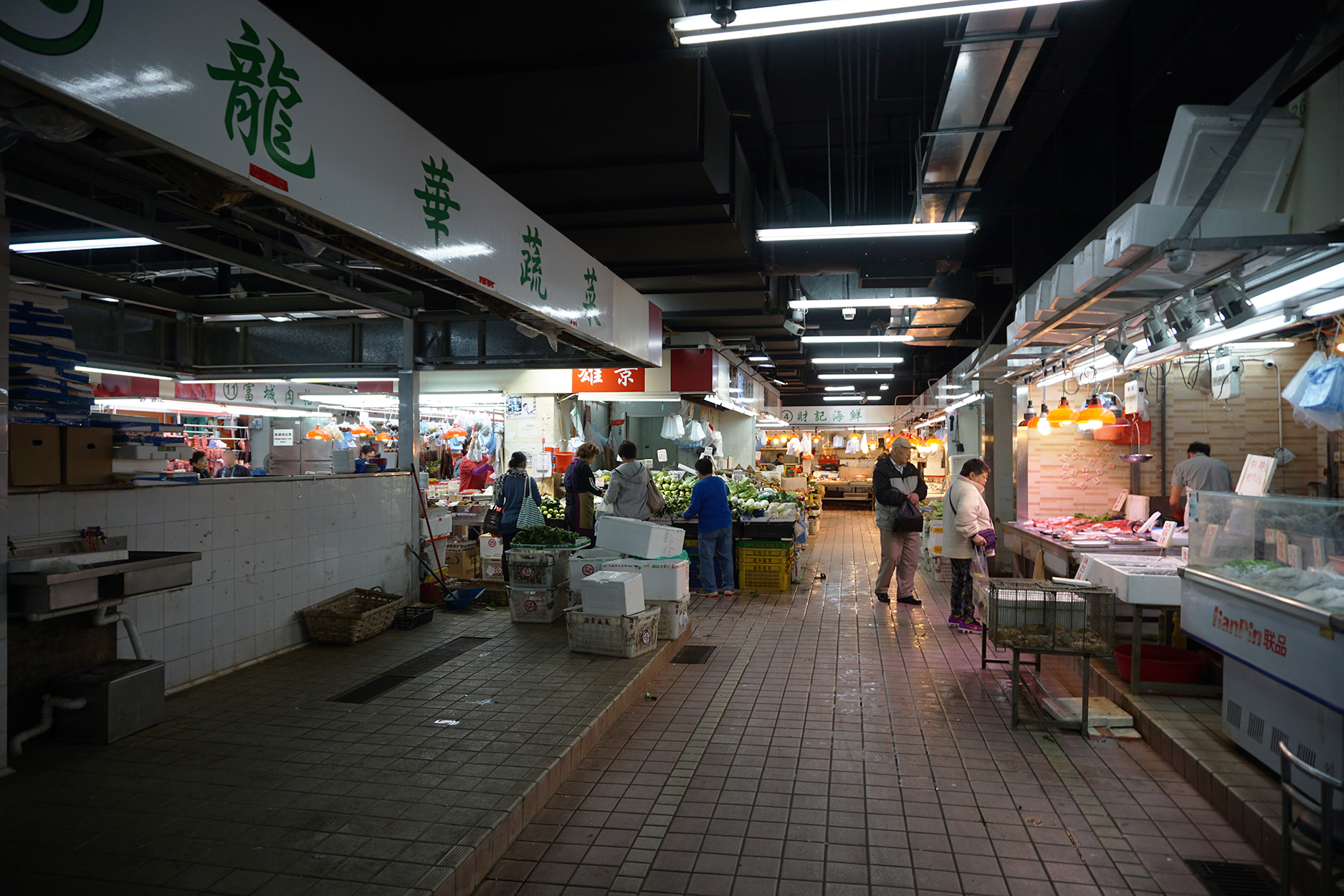
富亨街市菜及魚檔
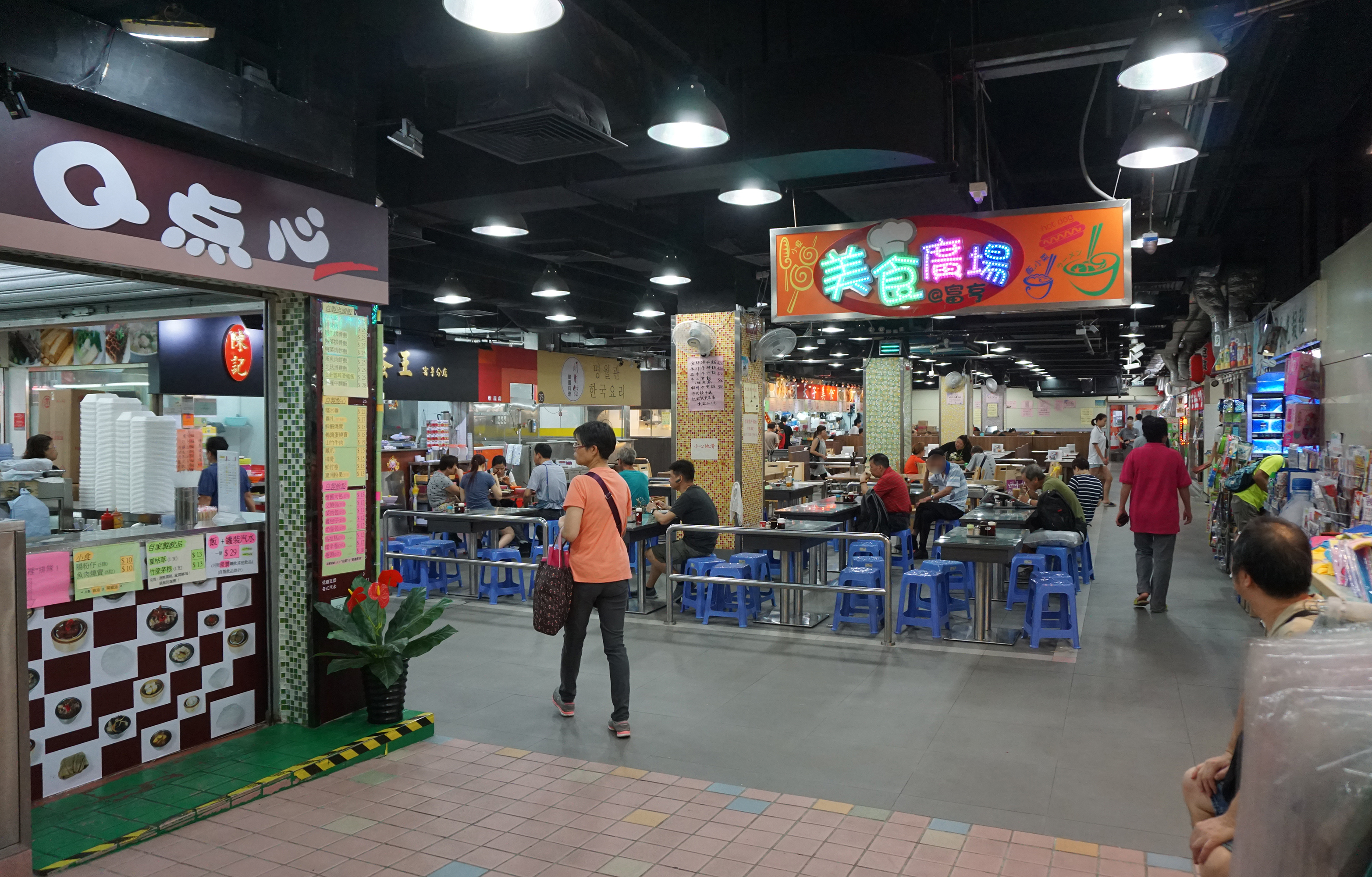
富亨街市美食廣場及報販
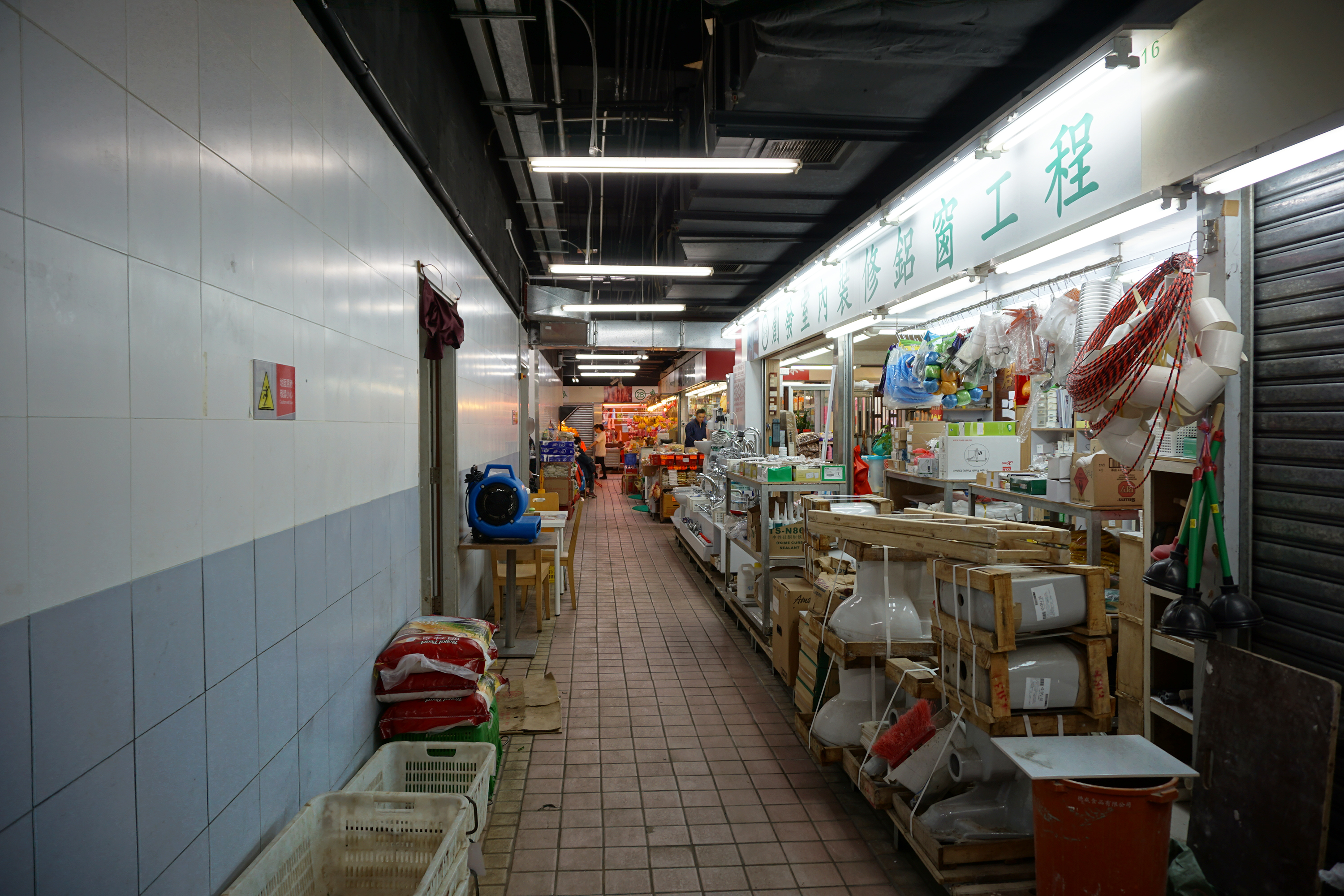
富亨街市室內裝修及鋁窗工程店
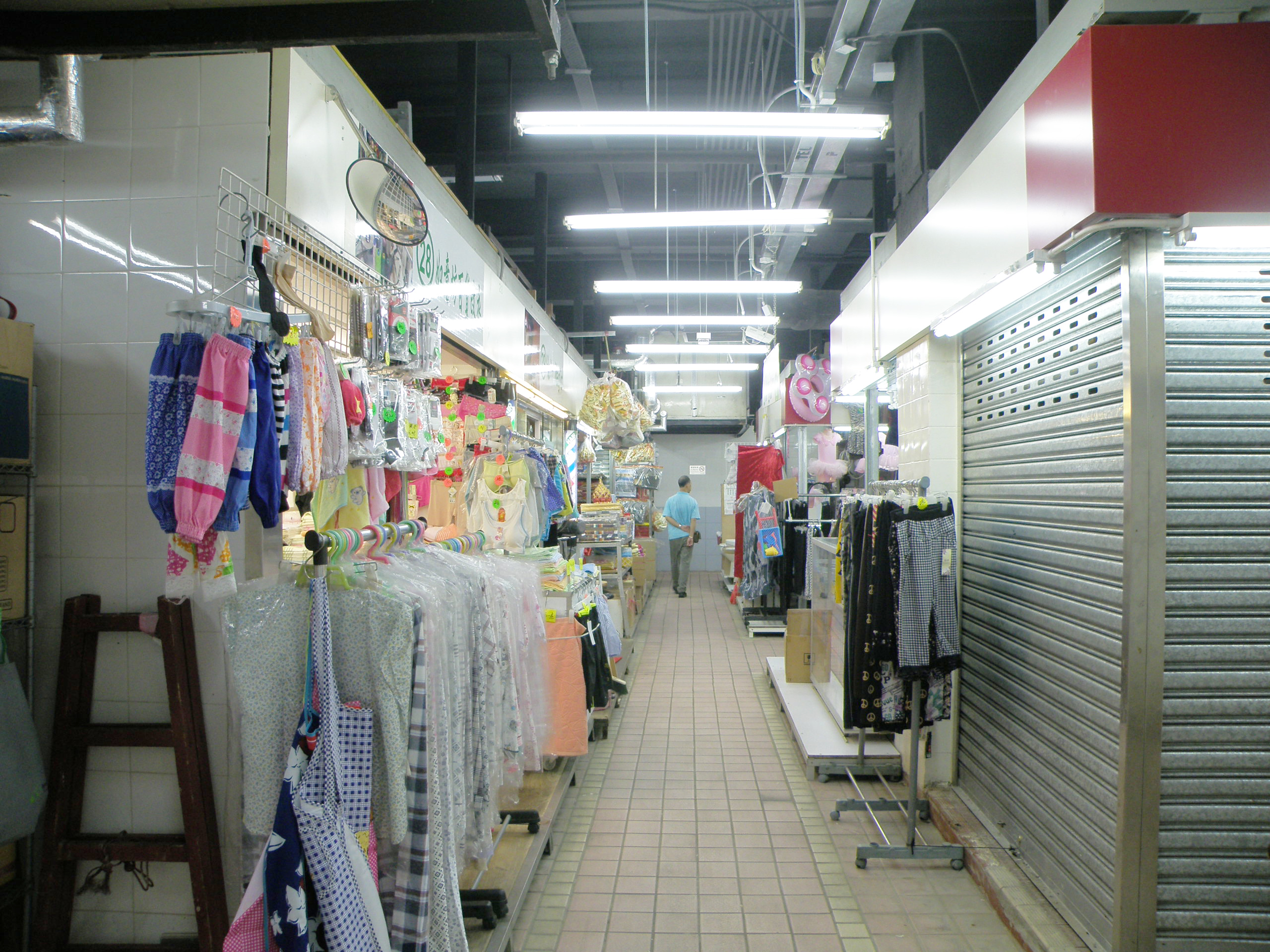
富亨街市服裝及香燭祭品店
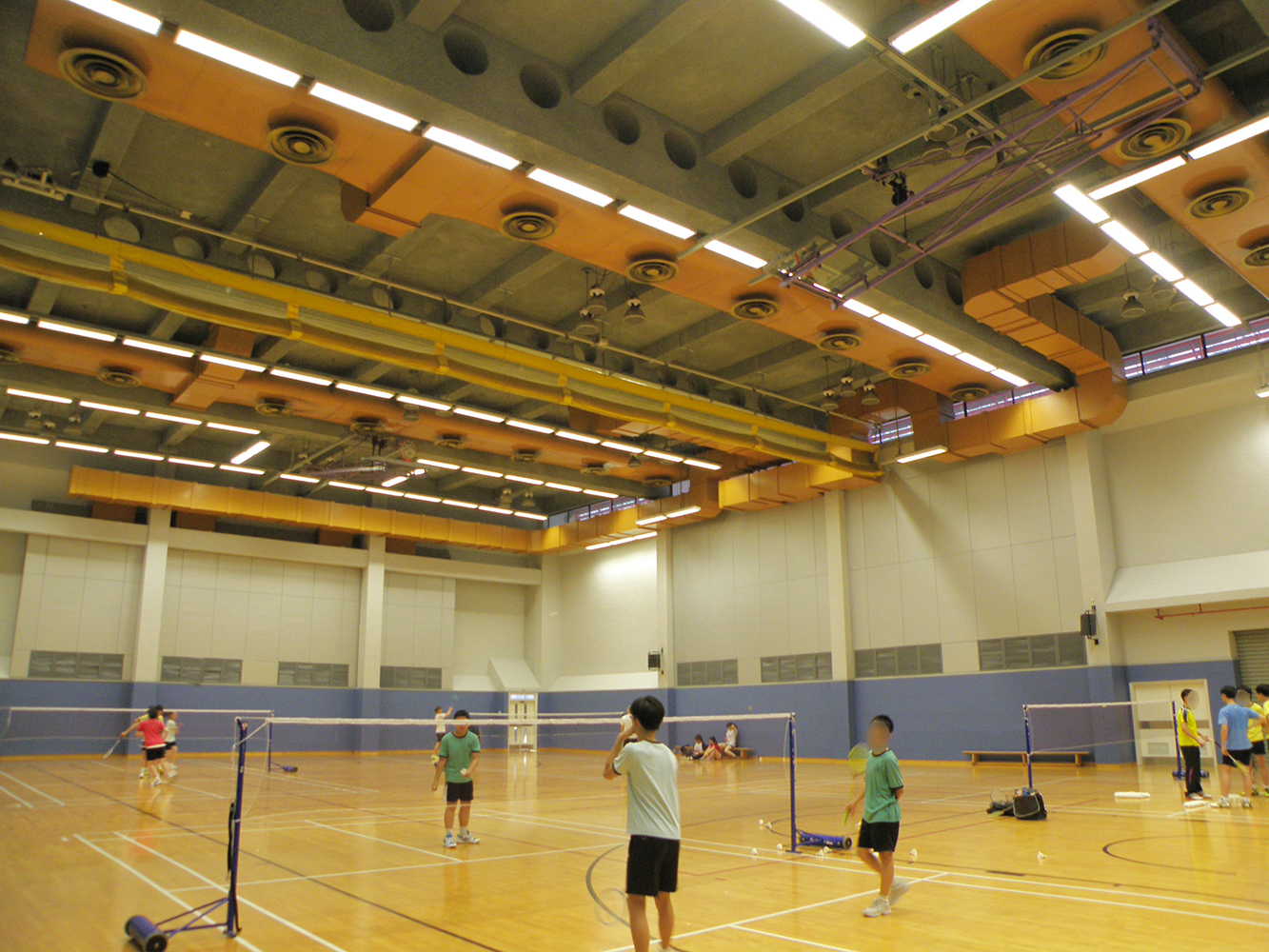
富亨體育館
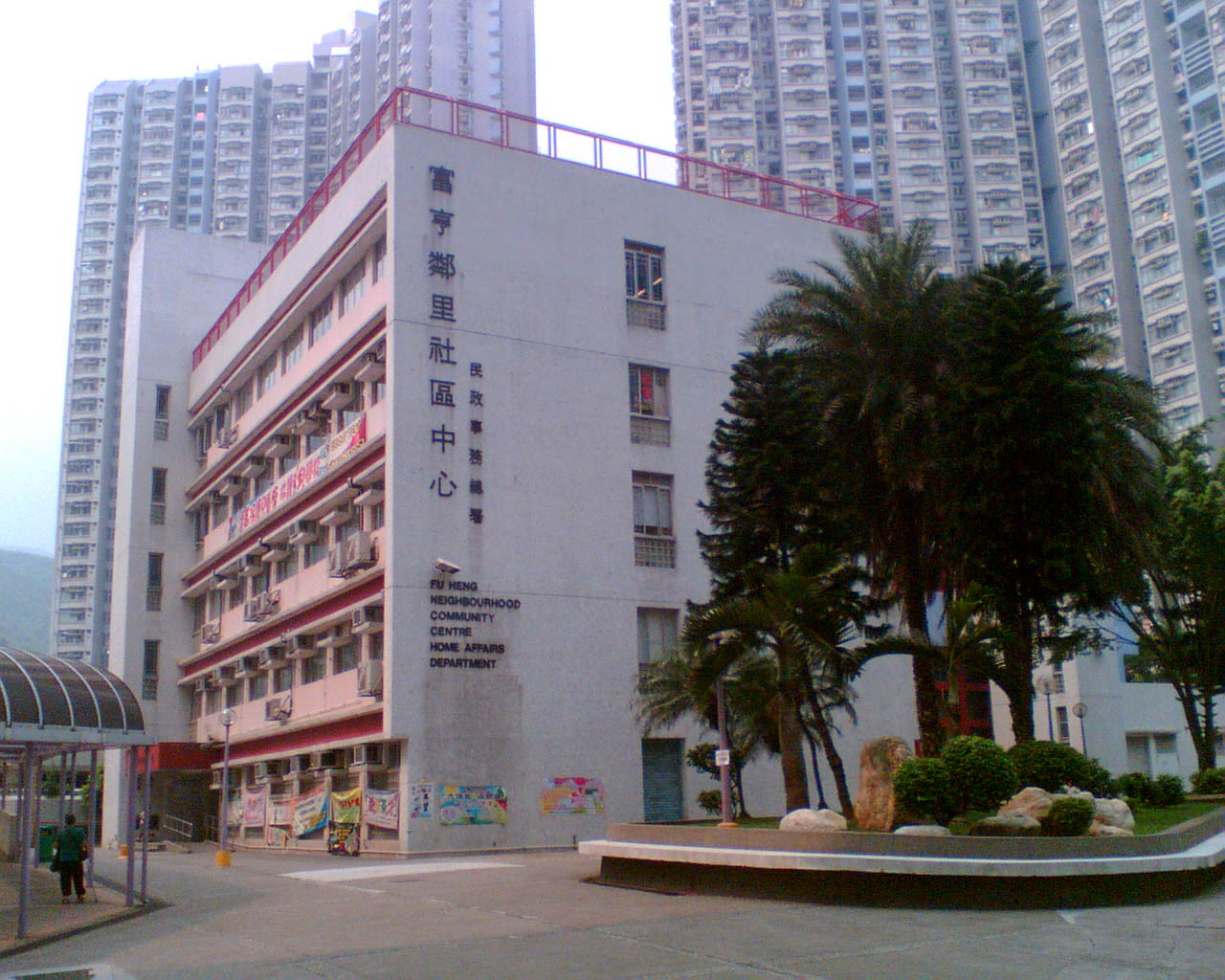
富亨鄰里社區中心
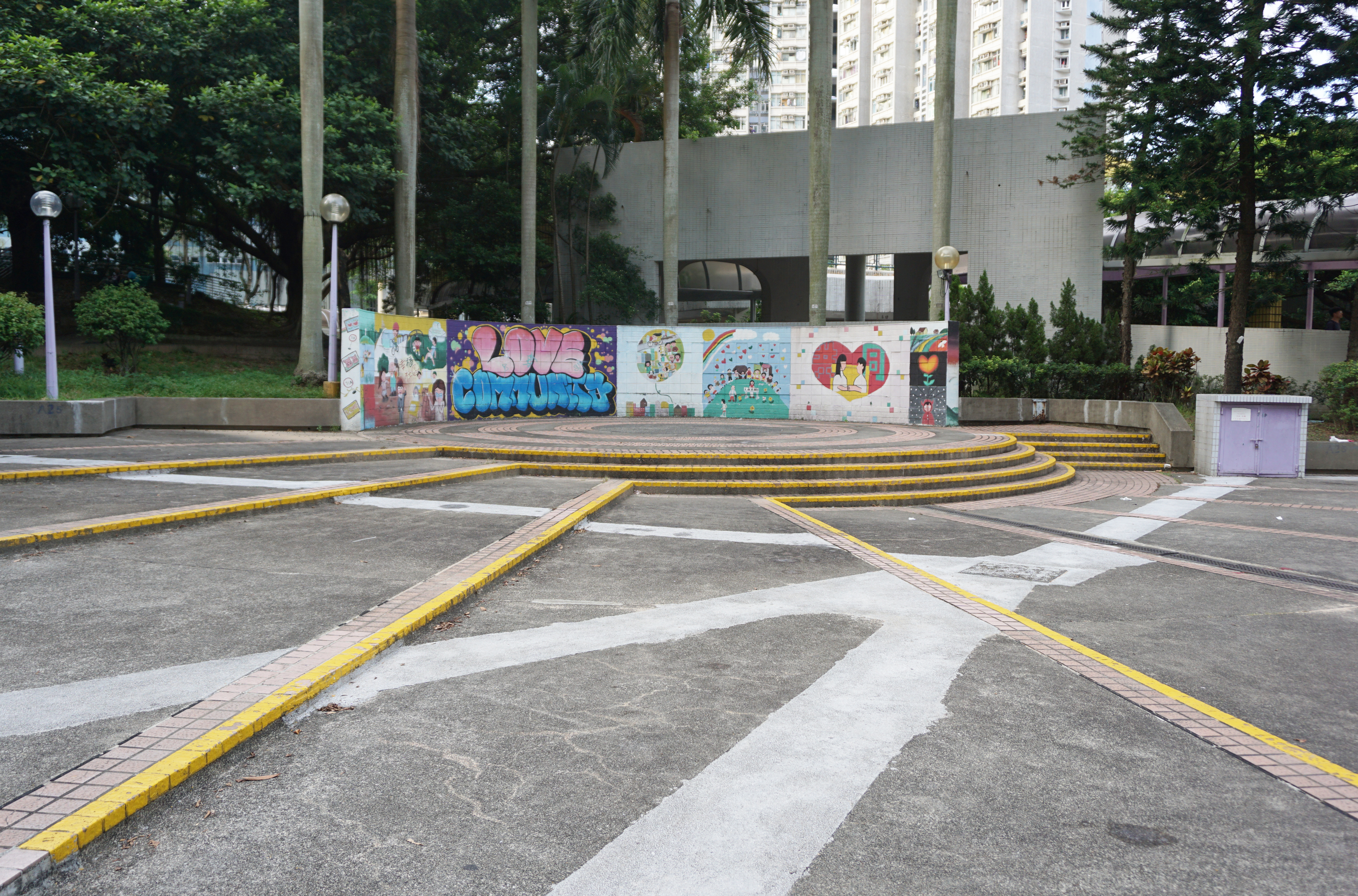
河馬劇場
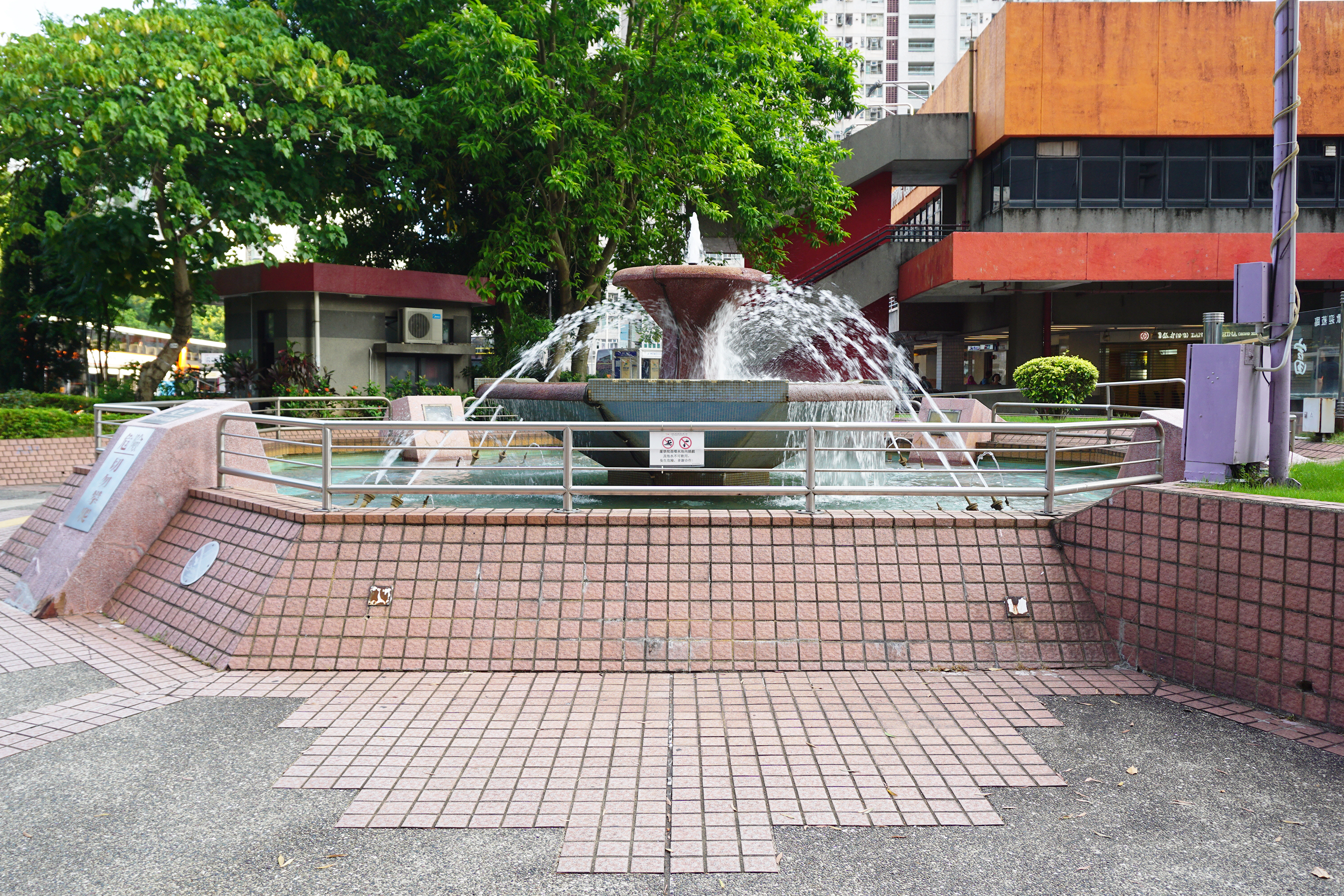
噴水池
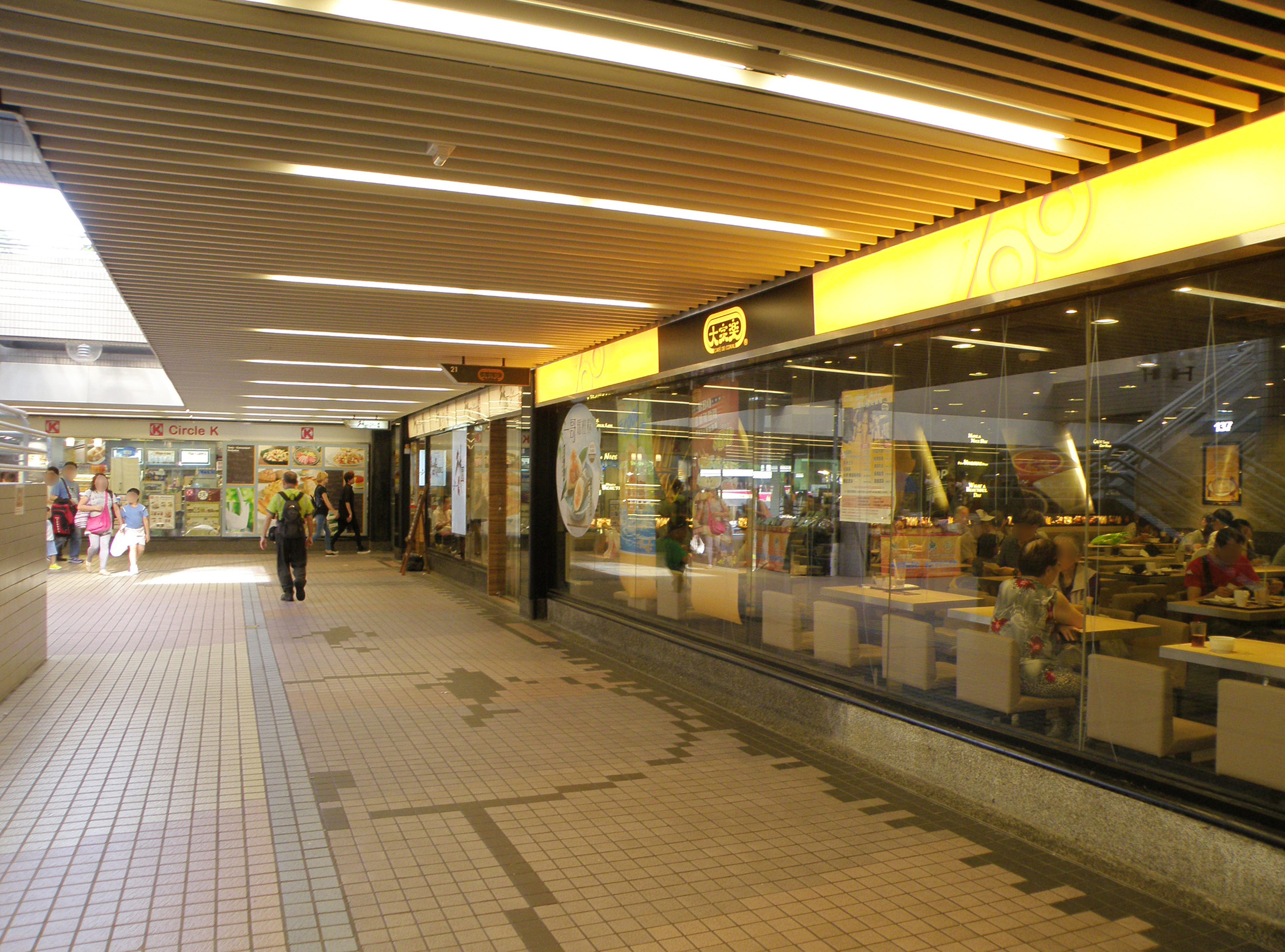
富亨商場OK便利店、粥麵餐廳及大家樂
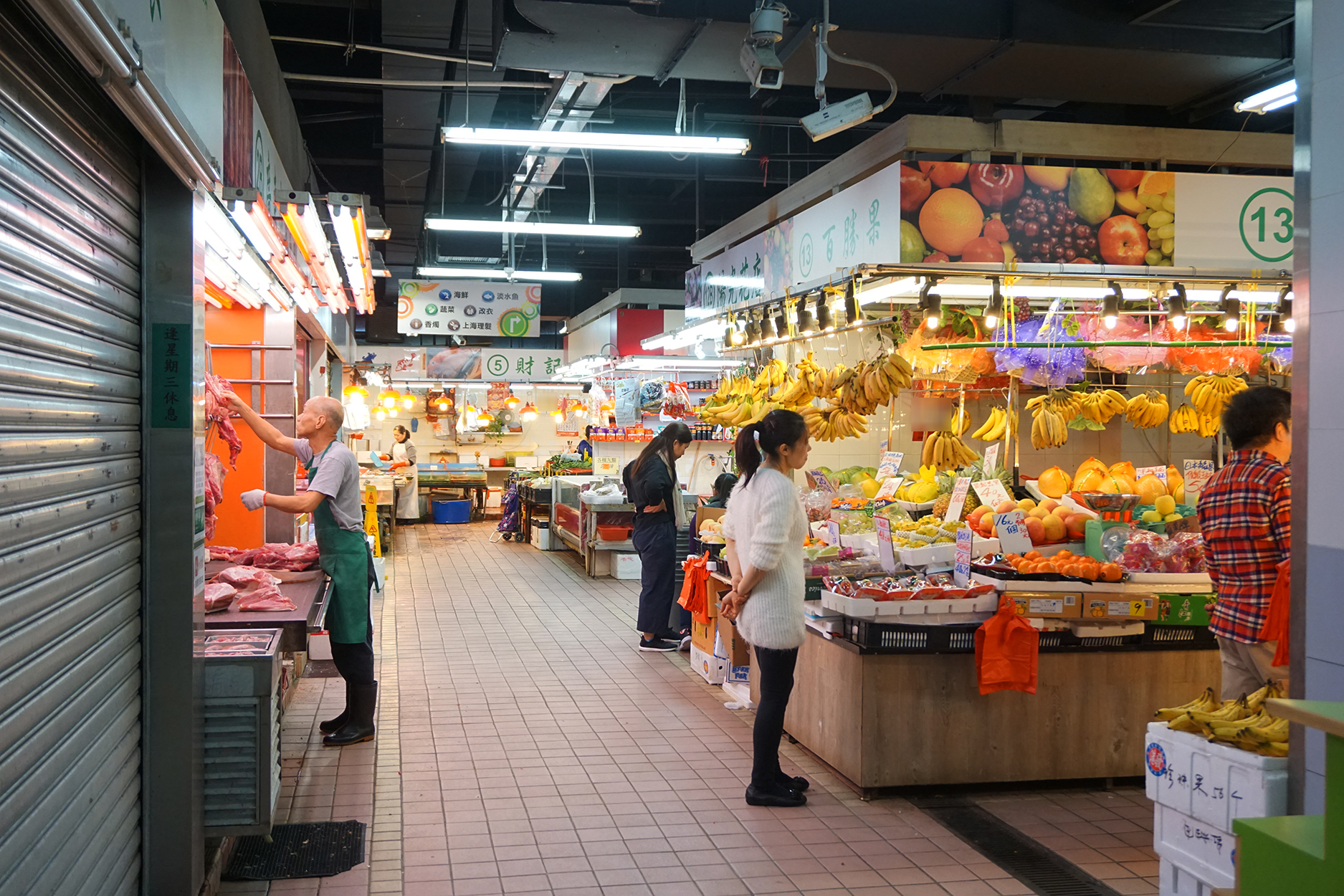
富亨街市豬肉及水果檔
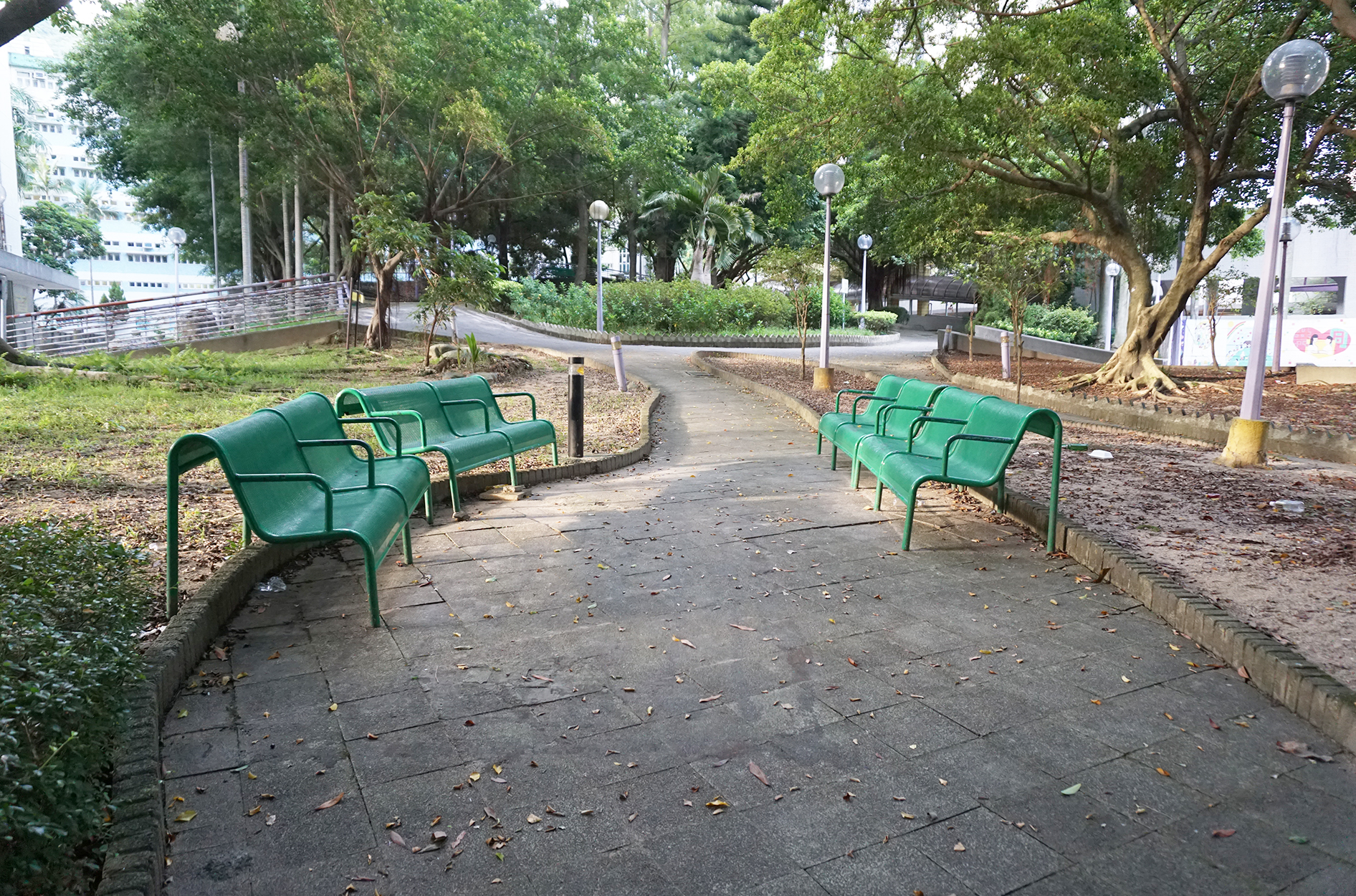
園景
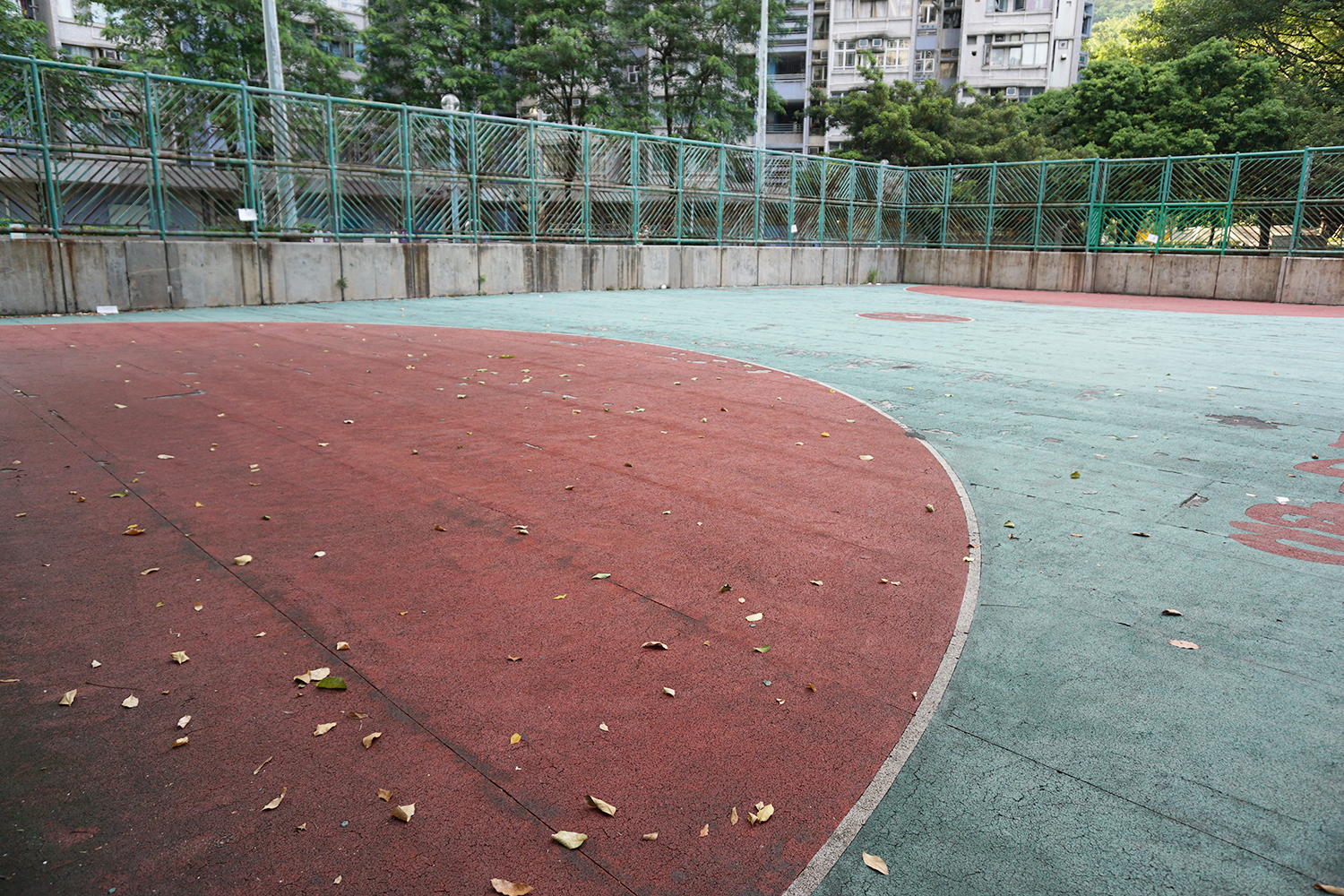
足球場
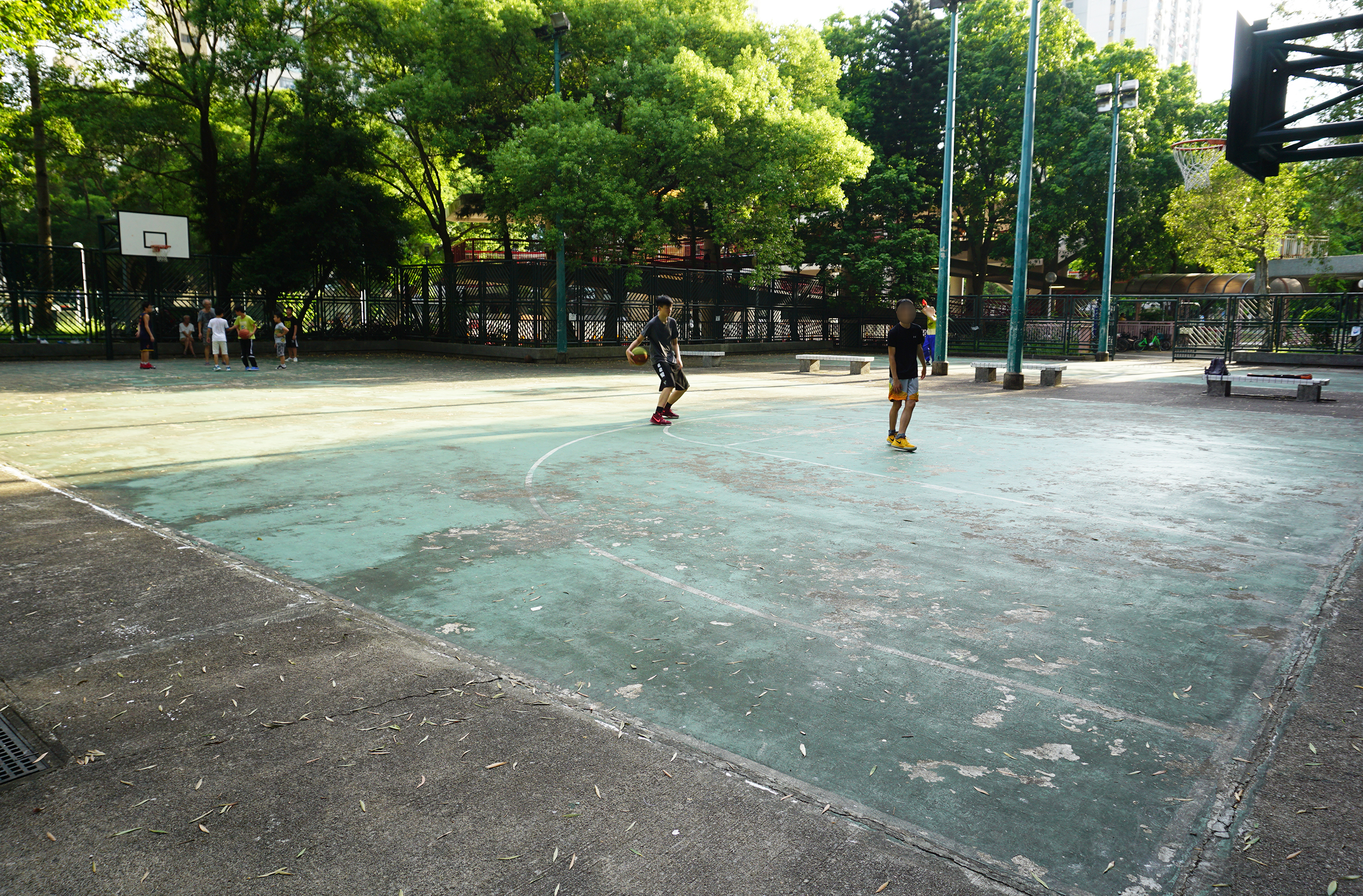
籃球及排球場
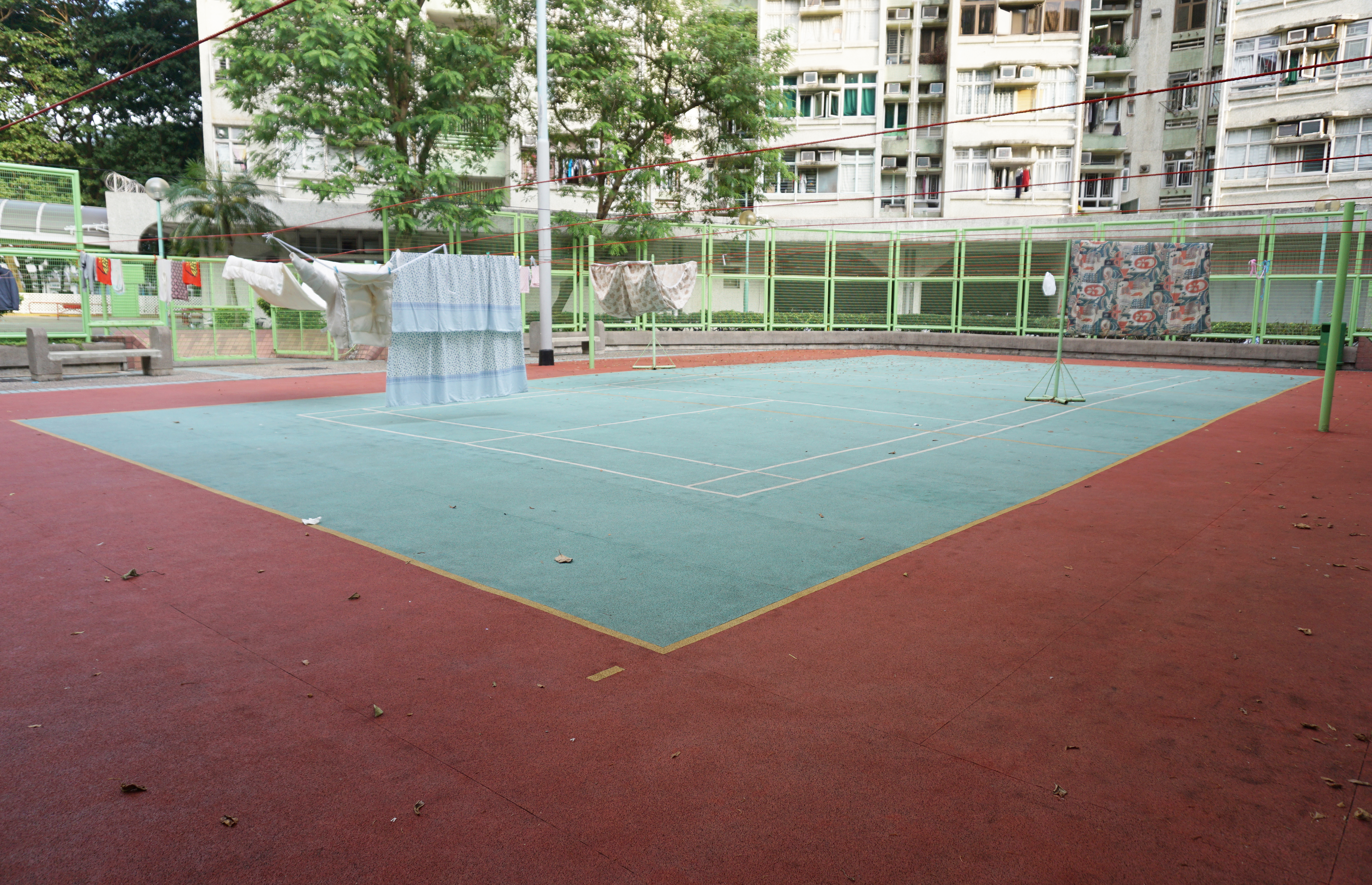
頌雅苑羽毛球場，居民多用作曬衣
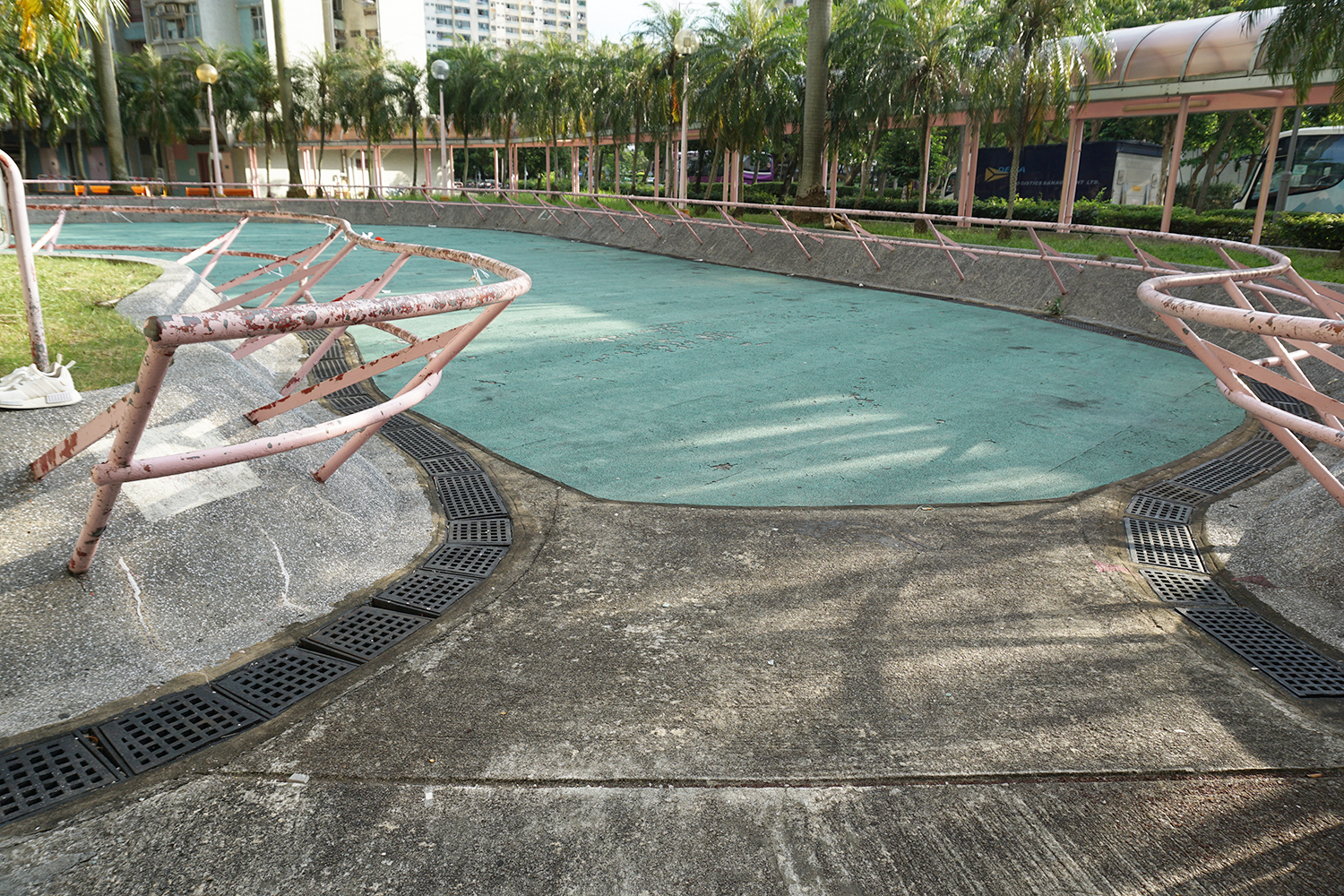
滾軸溜冰場
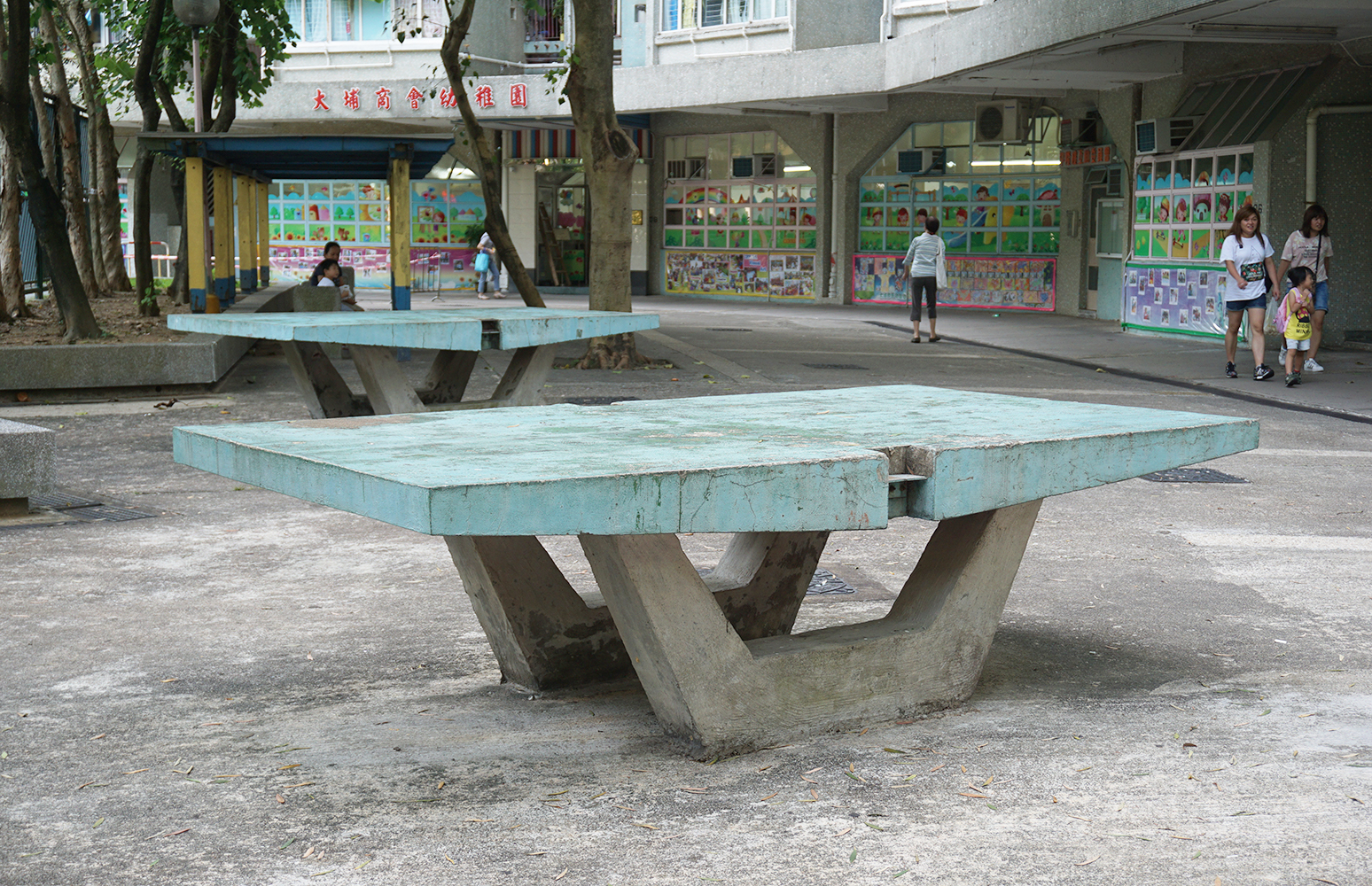
乒乓球桌
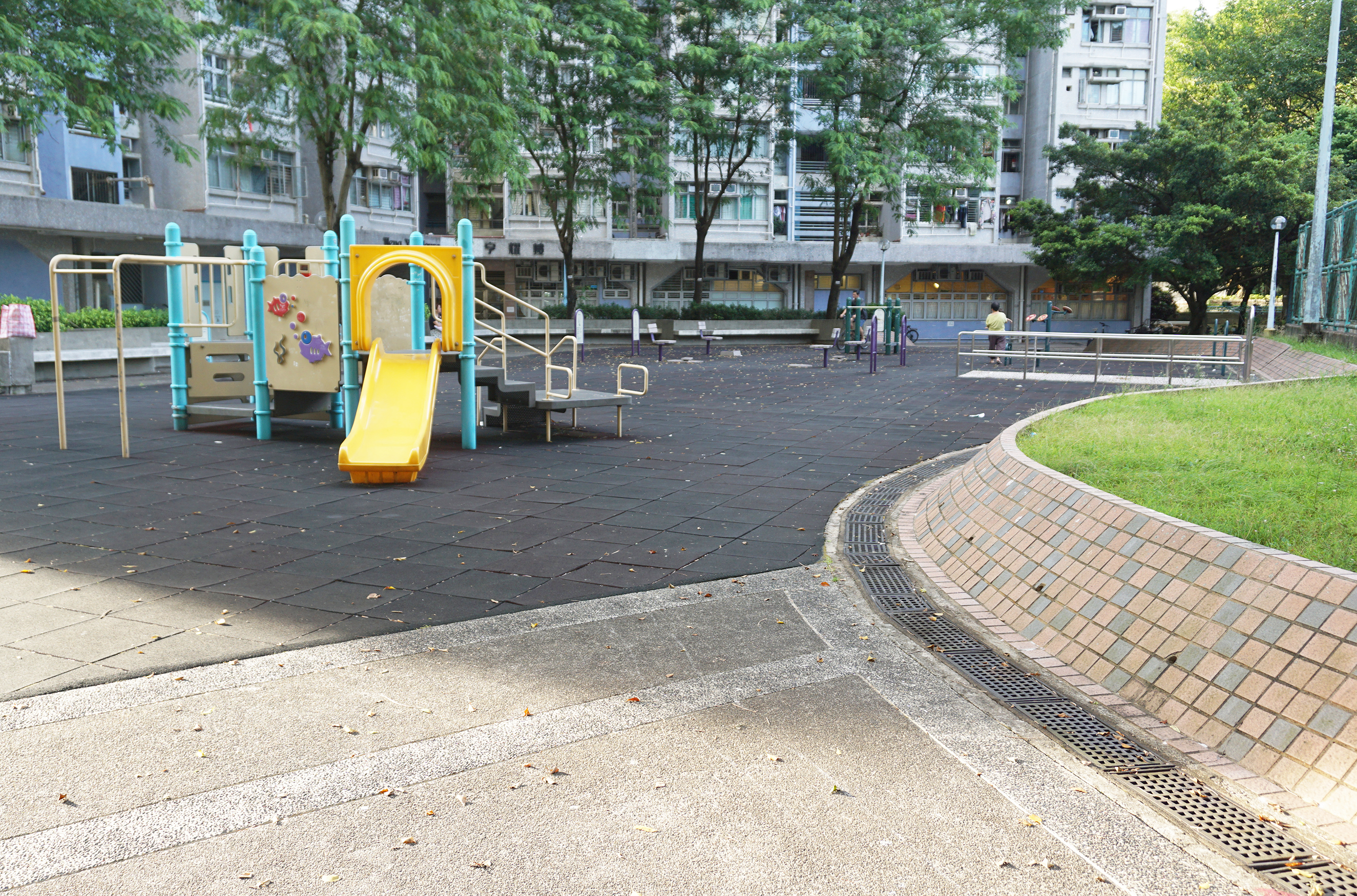
兒童遊樂場、健體區及卵石路步行徑
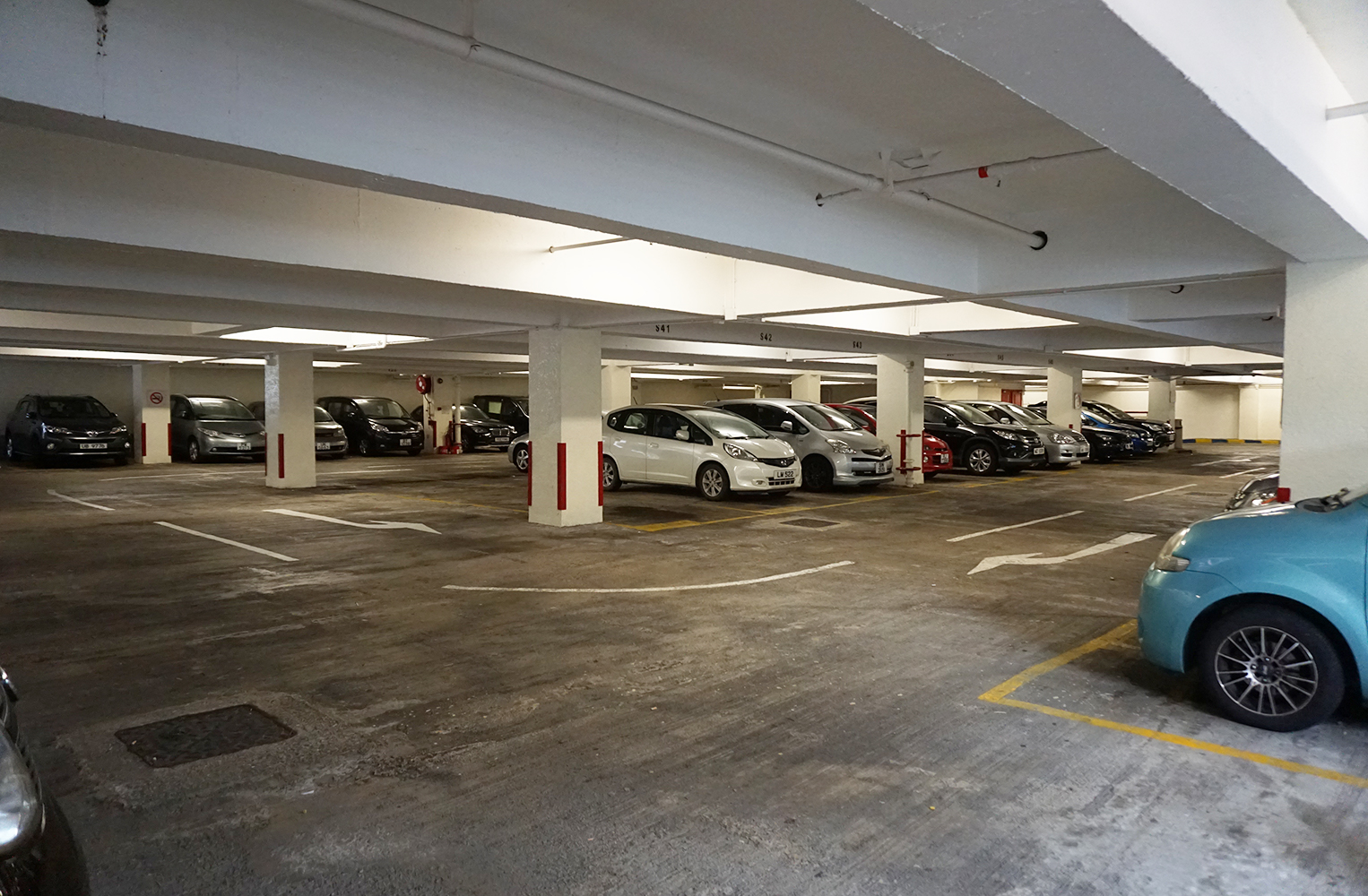
停車場

## 教育及福利設施

### 中學
- 香港紅卍字會大埔卍慈中學，位於河馬劇場後面（1977年創辦，1990年自柴灣遷入）
- 中華聖潔會靈風中學，位於屋邨附近的棟樑路（1998年創辦）

### 小學
- 天主教聖母聖心小學，位於亨盛樓對面（1962年創辦，1991年遷入）
- 聖公會阮鄭夢芹銀禧小學，位於亨裕樓對面（前身為香港神託會培賢小學，1966年創辦，1991年自藍田邨遷入，2009年與聖公會阮鄭夢芹小學下午校合併，並改為現名）
- 大埔循道衛理小學，位於屋邨附近的棟樑路（1972年創辦，1992年自葵盛東邨遷入）
- 五旬節聖潔會永光小學（2024年創辦），毗鄰富蝶邨

### 幼稚園
- 大埔循道衛理幼稚園（页面存档备份，存于）（1991年創辦）（位於亨翠樓地下）
- 富亨浸信會呂郭碧鳳幼稚園（页面存档备份，存于）（1991年創辦）（位於亨泰樓地下）
- 大埔商會幼稚園（页面存档备份，存于）（1991年創辦）（位於亨隆樓地下）
- 香港保護兒童會林護幼兒學校（页面存档备份，存于）（1991年創辦）（位於富亨鄰里社區中心3樓）
- 鄧眾慶堂富亨幼稚園（1991年創辦）（位於亨昌樓地下）
- 香港華人基督會頌真幼稚園（1991年創辦）（位於頌雅苑頌真閣地下）

已結束
- 香港神託會培成幼稚園（1972年創辦）（位於亨耀樓地下，1991年連同小學部從藍田邨遷入，2003年停辦）

### 綜合青少年服務中心
- 鄰舍輔導會賽馬會大埔北青少年綜合服務中心（位於富亨鄰里社區中心1樓）

### 長者日間護理中心
- 救世軍大埔長者日間護理中心（位於亨耀樓地下B室）

### 綜合家居照顧服務
- 救世軍大埔綜合家居照顧服務隊（位於亨耀樓地下A室，為培成幼稚園舊址）

### 長者鄰舍中心
- 浸信會愛羣社會服務處大埔浸信會區張秀芳長者鄰舍中心（页面存档备份，存于）（位於富亨鄰里社區中心地下）

### 安老院
- 明愛富亨苑（位於亨榮樓地下及1樓）

## 交通

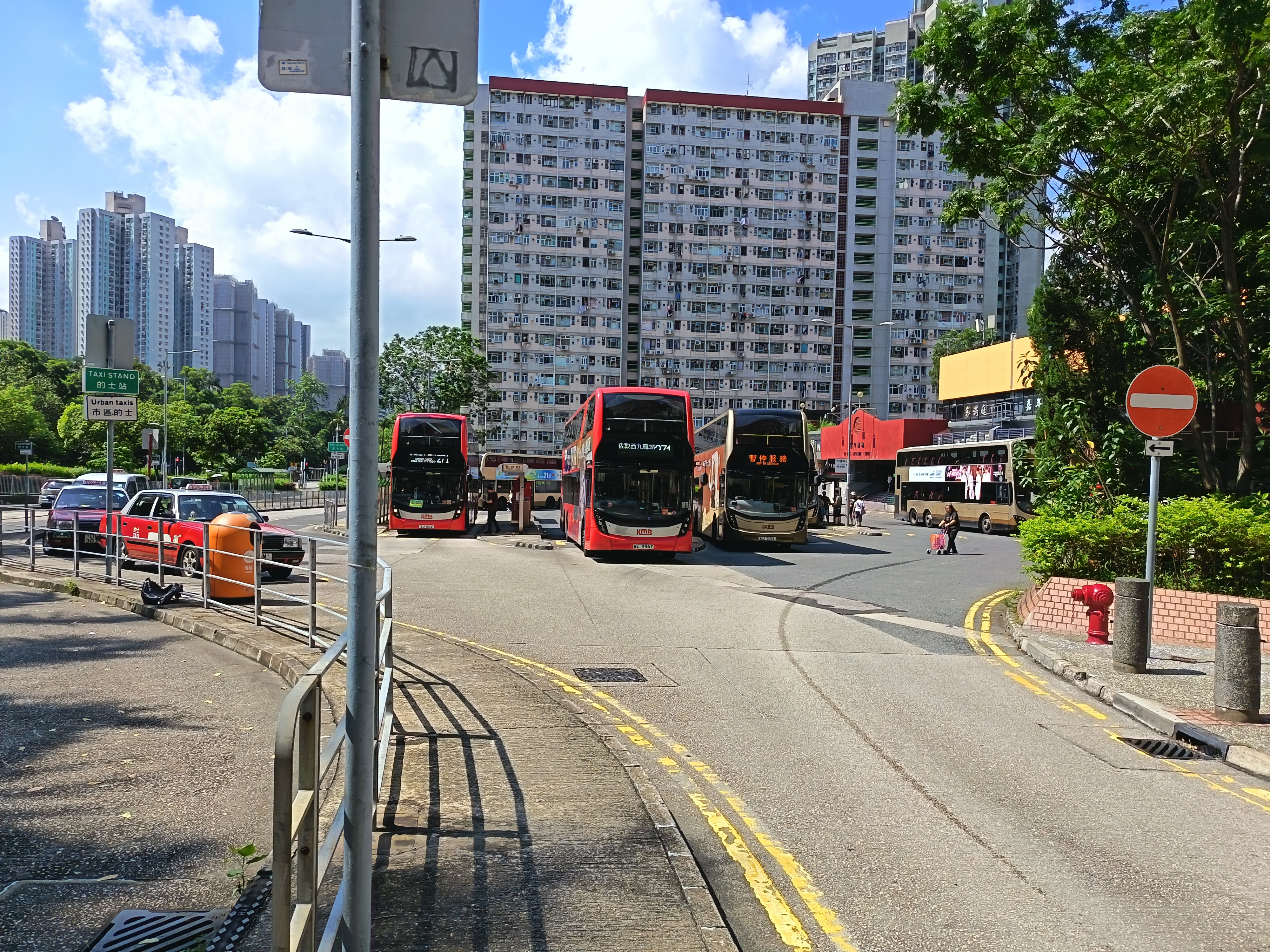
富亨巴士總站

### 庇護工場
匡智松嶺村

### 基督教教會
- 富亨浸信會（页面存档备份，存于）（位於亨昌樓地下）

## 區議會議席分布
| 範圍／年度 | 範圍／年度                                                | 2000-2003 | 2004-2007 | 2008-2011 | 2012-2015 | 2016-2019 | 2020-2023 |
| ---------- | --------------------------------------------------------- | --------- | --------- | --------- | --------- | --------- | --------- |
| 富亨邨     | 亨盛樓、亨裕樓、亨榮樓、 亨翠樓、亨耀樓、亨昌樓以及亨隆樓 | 富亨選區  | 富亨選區  | 富亨選區  | 富亨選區  | 富亨選區  | 富亨選區  |
| 富亨邨     | 亨泰樓                                                    | 頌汀選區  | 頌汀選區  | 頌汀選區  | 頌汀選區  | 頌汀選區  | 頌汀選區  |
| 頌雅苑     |                                                           | 頌汀選區  | 頌汀選區  | 頌汀選區  | 頌汀選區  | 頌汀選區  | 頌汀選區  |

## 相關事件

### 封頂儀式
1990年5月23日，富亨邨3期頌雅苑樓宇舉行封頂儀式，由房屋署副署長孟志凌及有利集團代表主持。

### 三屍命案
1995年6月20日，一名70歲何姓長者在富亨邨某座的長者住屋內，因共用廚廁問題而與兩個同居老翁爭執，繼而殺死他們後上吊自殺。及後，社會福利署被批評安置長者住戶政策不當，間接釀成慘劇。

### 多名住戶確診COVID-19事件

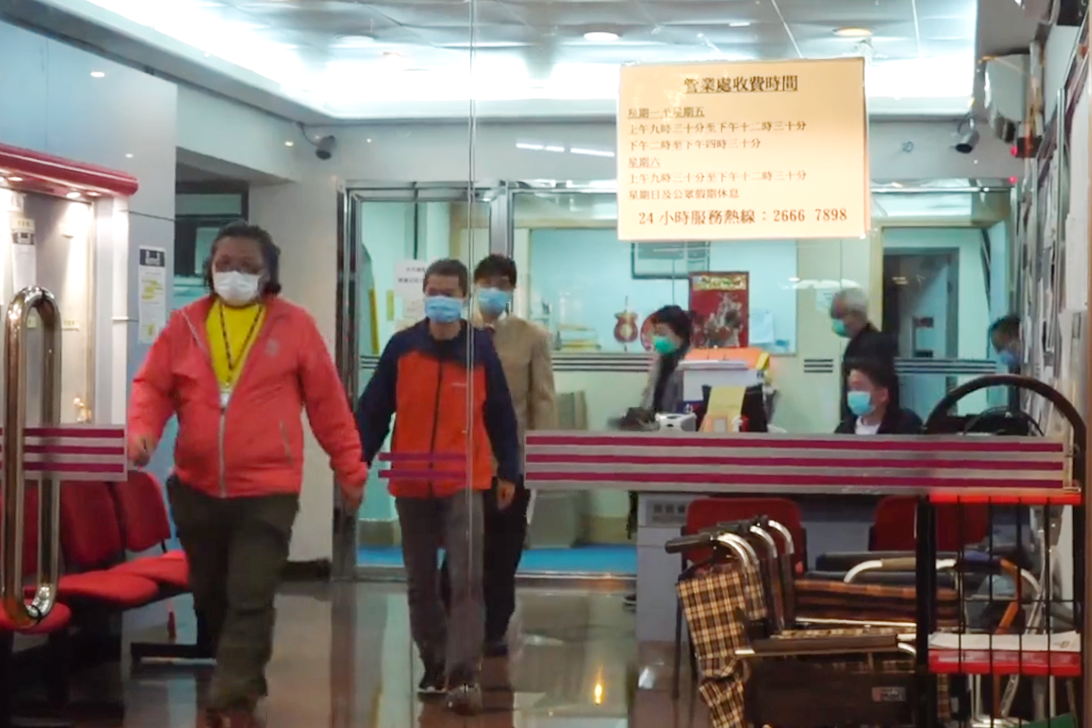
3月14日晚上，袁國勇、張竹君、徐德義等到富亨邨視察

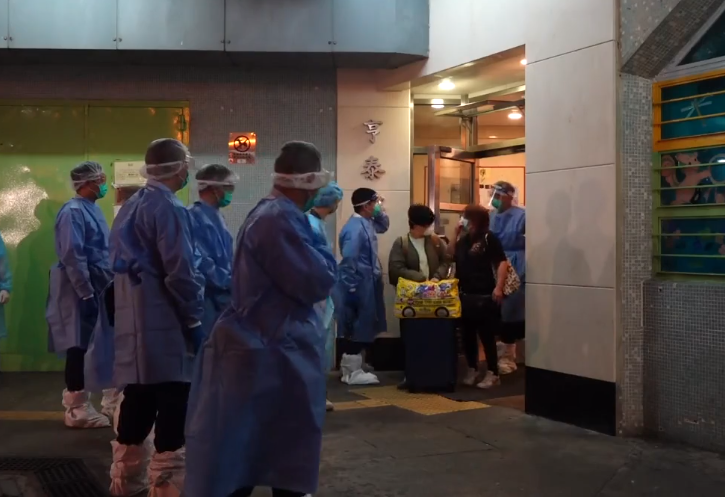
3月14日晚上，將最高6層住戶，居住13、14室單位的住戶送往檢疫中心隔離，警員穿上保護衣戒備

2020年3月，亨泰樓確診3宗2019冠状病毒病（英語：COVID-19）個案，部分住戶需要遷移至檢疫中心接受隔離，是繼同年2月青衣長康邨確診個案後，再有Y型大廈內同一座向的不同樓層住戶確診。3月6日至7日，亨泰樓3213室一對曾參加埃及旅行團的夫婦先後發病；3月10日，居住3413室的男子發病。專家視察大廈後，發現喉管和建築設計無問題，但3213室廁所排氣管被切斷，惟該單位患者較先發病，目前未找到傳播確切原因，不過專家留意到天台糞渠排氣管較短，懷疑病毒經霧化後被微風觸發擾流效應散播到其他住戶，由於13、14室共用天井以及擾流效應一般只影響最高5層住戶，審慎起見將最高6層住戶，即29樓至34樓居住13、14室單位的住戶送往檢疫中心隔離。衞生防護中心在亨泰樓不同位置檢取的12個環境樣本中有4個對新型冠狀病毒檢測呈陽性，包括：包括3213室的坐廁糞渠表面、3213室廁所污水渠表面、3413室廁所排氣喉表面及天台排氣喉開口內側。政府發稿指擾流現象可能較易在亨泰樓高層的天井位置出現，但需要多個環境因素配合才能將病毒帶入住宅單位，相信事件屬個別例子，但呼籲市民避免走近天台通風管口。有高層居民關閉所有窗戶防毒。

### 曱甴屋事件
2021年11月，多間媒體報導亨隆樓一個高層單位內有垃圾屋。60多歲的獨居，並家破人亡男戶主本身有拾荒，加上沒有定期清理的習慣下，結果讓大量雜物和垃圾堆滿單位，而單位外的走廊多處亦出現數十隻曱甴爬行的畫面，甚至爬入鄰居單位，令周邊的鄰居大受困擾。TVB《東張西望》亦到訪單位拍攝，形容該處如曱甴繁殖場，曱甴數以百萬計。而鄰居表示周圍約有50、60隻大曱甴出現，需要用海綿貼實門隙及窗隙，防止進入屋內。街坊亦曾經就事件報警和聯同其他住戶寫聯署信，不過一直投訴無門。
區議員何偉霖指出房屋署、屋邨清潔公司和食環署一直以單位屬私人範圍而拒絕代為清理。最後要滅蟲公司義務到場滅蟲後，問題得以被解決。

## 外部連結
- 房委會物業位置及資料 富亨邨（页面存档备份，存于）
- 房委會物業位置及資料 頌雅苑（页面存档备份，存于）
- 房委會物業位置及資料 富亨邨（页面存档备份，存于）
- 房委會物業位置及資料 頌雅苑（页面存档备份，存于）

22°27′28.5″N 114°10′16.5″E / 22.457917°N 114.171250°E